# Province de Valladolid
Pour les articles homonymes, voir Valladolid (homonymie).
La province de Valladolid (en espagnol : Provincia de Valladolid) est l'une des neuf provinces de la communauté autonome de Castille-et-León, dans le nord-ouest de l'Espagne. Elle compte une population de 520 716 habitants pour un total de 225 municipalités, une superficie de 8 110 km2 et une densité de population de 64,19 hab/km2. Sa capitale est la ville de Valladolid. Cette province se distingue par un des plus hauts indices de développement humain (IDH) dans le monde (0,978 en 2012 ; 6e d'Espagne), s'expliquant par le haut index atteint par le niveau d'éducation, un des meilleurs d'Espagne.
La province a servi de capitale de la cour castillanne et d'ancienne capitale de l'Empire durant les règnes de l'empereur Charles Quint, et des rois Philippe II et Philippe III, ce qui explique pourquoi, aujourd'hui, elle reste riche de châteaux et de places fortes. La capitale a un important patrimoine historique, un héritage artistique et l'un des plus importants musées de la sculpture d'Europe. La province de Valladolid est particulièrement célèbre pour ses processions de la semaine sainte (es), aussi bien dans la capitale que dans les localités de Medina de Rioseco et Medina del Campo. Elle est très célèbre tant pour sa gastronomie (es) (lechazos (es) — veau ou agneau, cochons de lait, boudins noirs, saucisses, pains, fromages, soupes et légumes) que pour ses vins d'appellations d'origine — entre autres, Ribera del Duero, Rueda, Cigales (es), Toro (es) et Tierra de León (es).

## Histoire

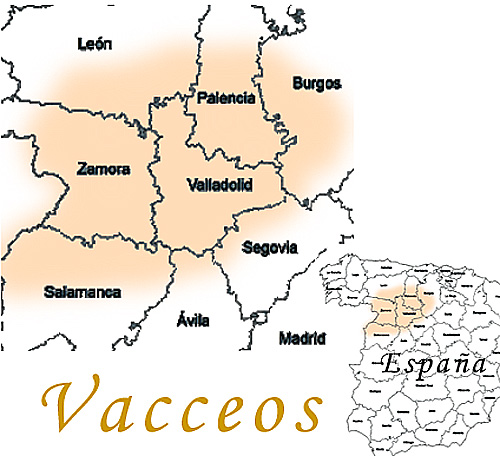
Carte du territoire des Vaccéens, premier peuple présent durablement dans la moyenne vallée du Duero, (documenté dans les temps historiques).

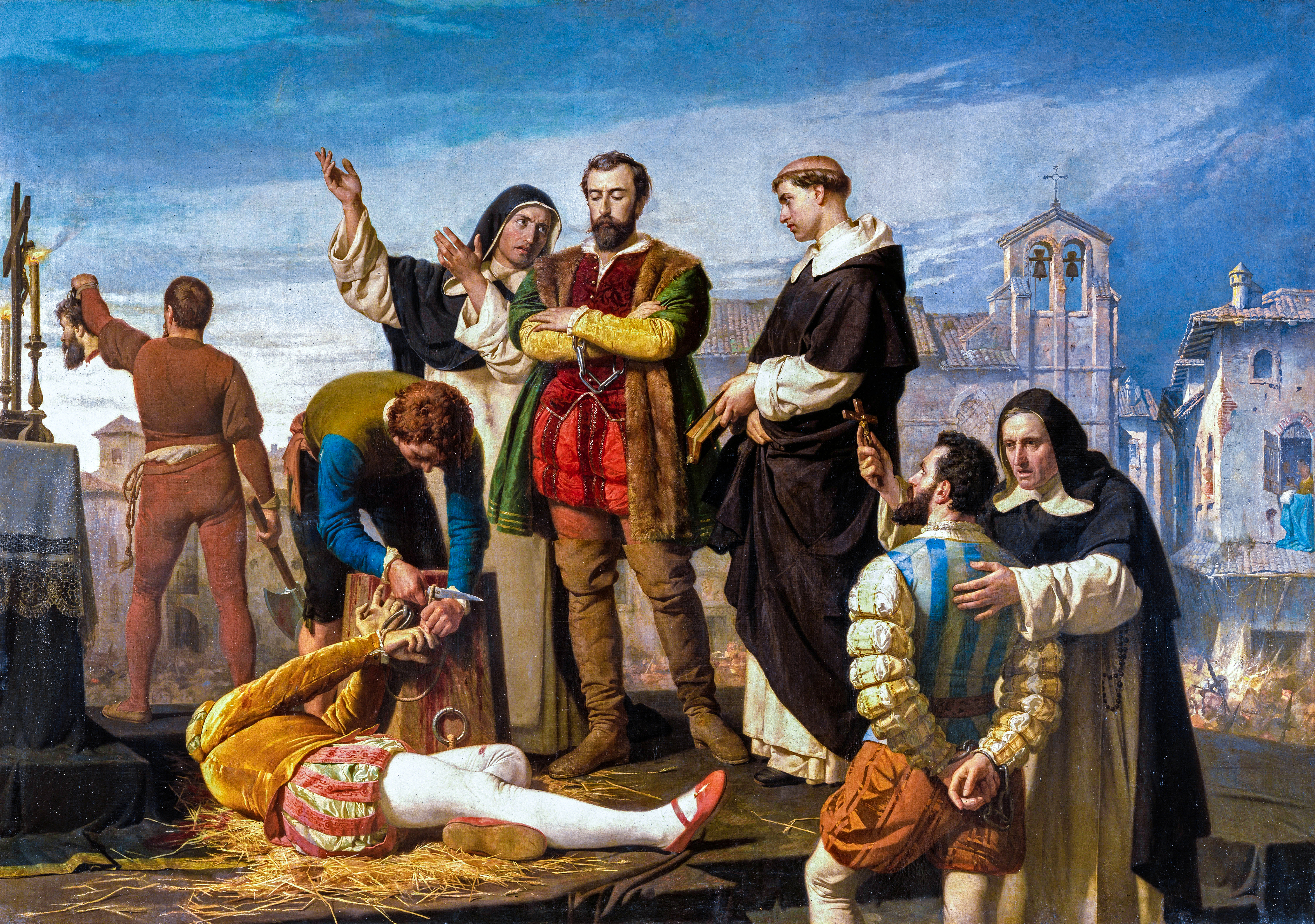
Exécution des comuneros de Castille à Villalar, le 24 avril 1521, au cours de la guerre des Communautés de Castille.

Province de Valladolid en 1590 (Couronne de Castille).

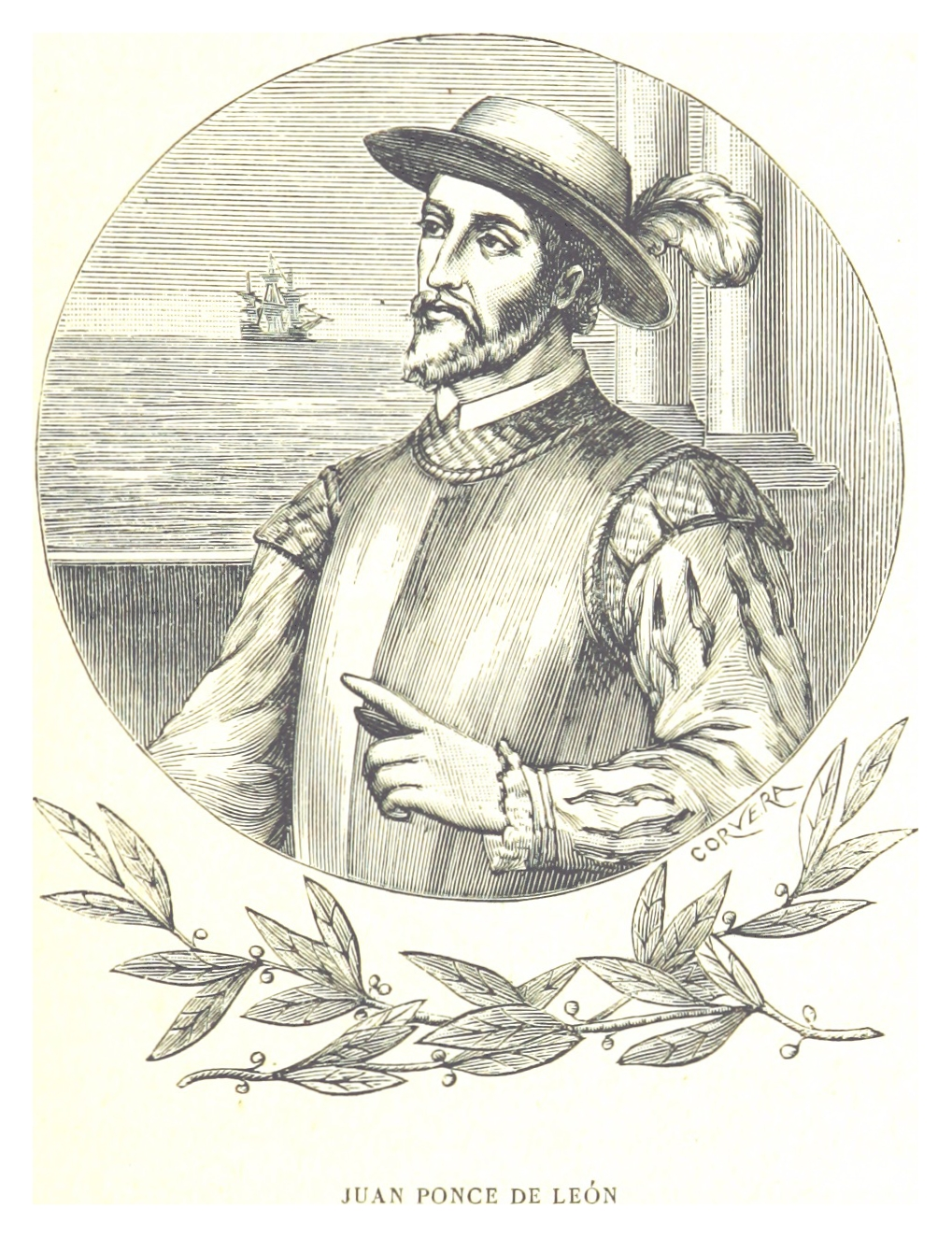
Juan Ponce de León (Santervás de Campos). Il fut l'un des premiers Européens à atteindre les États-Unis. Il mena en effet la première expédition européenne en Floride, qu'il nomma.

La province de Valladolid a été établie en tant que telle par le décret royal du 29 octobre 1833 à l'instigation du ministre Javier de Burgos
La province de Valladolid a été fondée en tant que telle en étant rattachée à la région historique de la Vieille-Castille par le Décret Royal du 29 septembre 1833, réforme du ministre Javier de Burgos. L'histoire commune, les caractéristiques culturelles et économiques a été prise en compte, comme pour les autres des provinces du pays (voir : Division territoriale de l'Espagne - 1833).
La première population stable qui s'installe dans la région fait partie du peuple celte des Vaccéens (nom espagnol : vacceos, la région qu'ils habitaient est appelée la « région Vaccea »), dont la culture était très avancée, tout comme les autres peuples celtes arrivés dans la péninsule depuis le nord de l'Europe (il existe des éléments de preuve qui indiquent qu'ils ont également occupés d'autres territoires correspondant à d'autres provinces). Cette région était déjà décrite par les chroniques comme une région « libre et ouverte », comme « un pays ouvert, couvert de champs de blé et de terres déboisées ». Les vaccéens se consacrèrent à l'élevage et surtout la culture de céréales. En l'an 178 av. J.-C., les Romains conquirent le territoire. Ainsi, les terres qui composent l'actuelle province étaient sous leur occupation, jusqu'aux invasions barbares du début du Ve siècle apr. J.-C., quand la province passe sous le contrôle du nouveau Royaume Wisigoth.
Après l'invasion de la péninsule ibérique par les musulmans en l'an 711, ils arrivèrent dans la région tout juste un an plus tard, en 712. Cependant, la zone était relativement peu peuplée. Plus tard, au cours de la Reconquista, cette région a été l'objet de batailles entre les musulmans et les chrétiens du Royaume de León dans la première moitié du XIe siècle. En 939, après la Bataille de Simancas, les royaumes chrétiens s'emparent du domaine du bassin de la rivière Duero. Valladolid a été fondée en l'an 1072 par le comte Pedro Ansúrez. De là, son histoire est liée à celle de la couronne de Castille. En effet, des villes comme Medina del Campo ou Valladolid sont devenues d'importants centres administratifs castillans et ont aussi connu une explosion économique (mesta, foires…). Elle a eu une grande importance dans la découverte et l'exploration de l'Amérique en 1492 (Christophe Colomb finira les dernières années de sa vie jusqu'à sa mort en 1506 à Valladolid). Elle jouera aussi un rôle dans la colonisation des Amériques ; des explorateurs tels que Juan Ponce de León - découvreur de la Floride (États-Unis) - y sont nés. En fait, c'est dans certains bâtiments de Tordesillas qu'a été rédigé et signé le traité de Tordesillas qui a décidé de la découpe du Nouveau Monde entre les rois catholiques et le Royaume du Portugal à l'origine de l'Amérique latine.
La Guerre des Communautés de Castille en l'an 1520, s'est terminée avec l'exécution des meneurs de cette révolte en public à Villalar de los Comuneros. Valladolid est devenue la capitale de l'empire Espagnol entre les années 1601-1606. Lorsque l'empire Espagnol a commencé à décliner en raison des guerres continues dans lesquelles il était impliqué et l'émergence de nouvelles puissances, il y a eu un déclin économique dans la région, comme dans le reste de la monarchie espagnole. Au cours de la Guerre de Succession d'Espagne (1700-1715), la province s'est positionnée du côté du prétendant bourbon, qui sera celui qui obtiendra le trône. Dans la Guerre Péninsulaire contre la France (1808-1814), il y a eu une succession de batailles grâce à des guerrilleros comme Juan Martín Díez, El Empecinado (« L'Obstiné »).
Durant la guerre civile espagnole (1936-1939), la province fut un centre important de l'insurrection (voir Guerre civile espagnole). Dans l'Espagne franquiste, il y eut un exode rural en direction des villes industrielles. Un autre exode s'est produit avec l'arrivée de la démocratie en Espagne (début des années 1980), lorsque la province a intégré la nouvelle communauté autonome de Castille-et-Leon. Le processus de croissance économique a culminé avec la bulle immobilière espagnole puis a souffert de la crise économique de 2008-2015, comme le reste de l'Europe du Sud.

## Démographie
| 1833    | 1860    | 1887    | 1900    | 1918    | 1930    | 1940    | 1950    | 1960    |
| ------- | ------- | ------- | ------- | ------- | ------- | ------- | ------- | ------- |
| 184 647 | 246 981 | 267 148 | 283 045 | 287 713 | 311 414 | 332 934 | 348 185 | 367 392 |

| 1970    | 1981    | 1995    | 2000    | 2005    | 2010    | 2014    | - | - |
| ------- | ------- | ------- | ------- | ------- | ------- | ------- | - | - |
| 413 026 | 481 786 | 504 583 | 495 690 | 514 674 | 533 640 | 529 159 | - | - |

## Économie

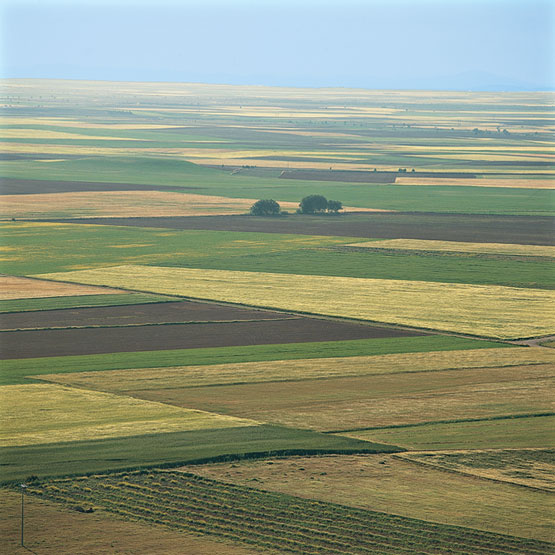
Champ cultivé (en openfield).

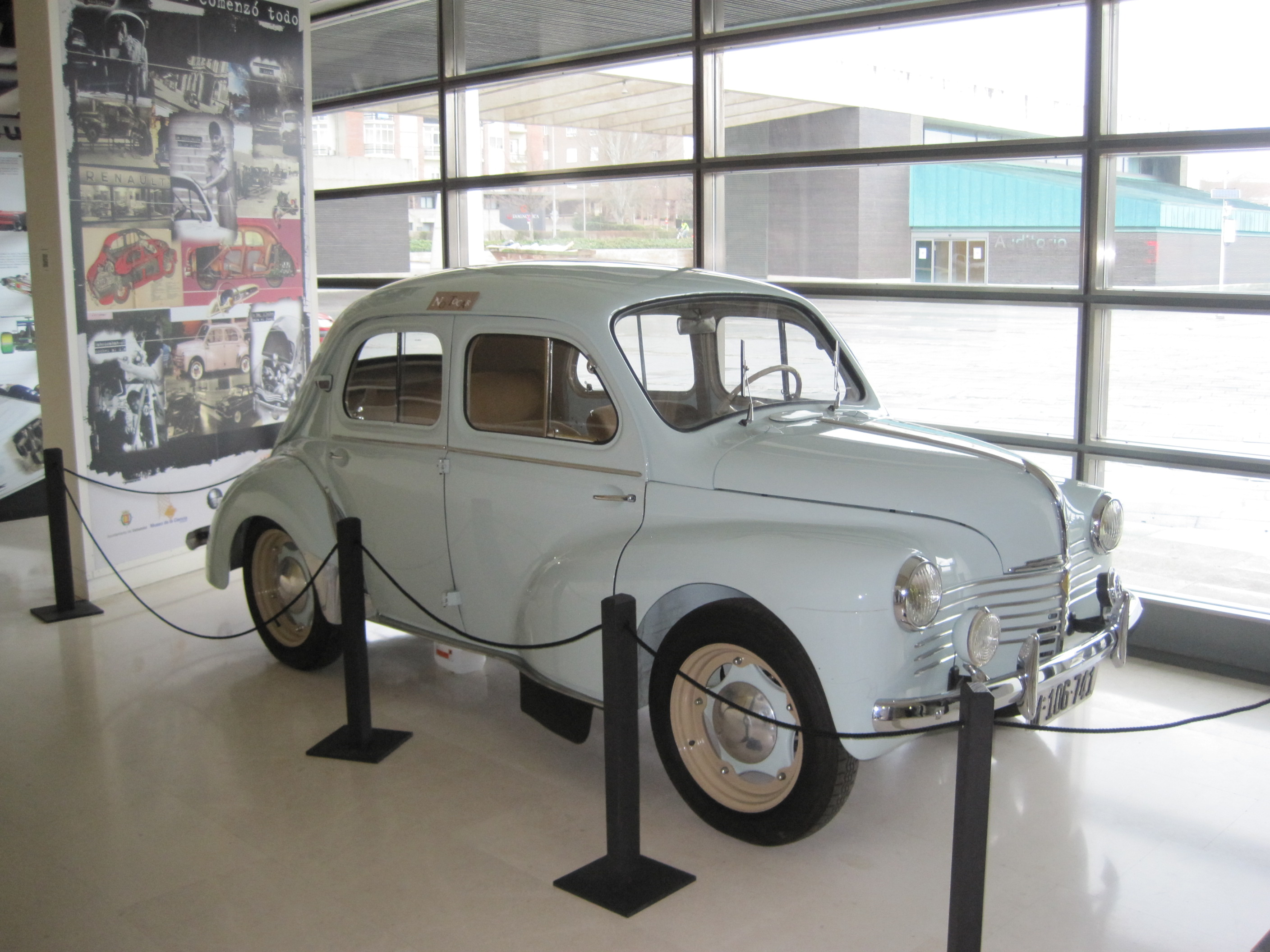
La première Renault 4CV fabriquée par Fasa-Renault à l'usine de Valladolid. L'usine a été ouverte en 1951 et a entraîné une forte croissance dans le domaine industriel.

Le PIB par habitant de la province est de 24 751 € par an en 2010. Le PIB de la province dépasse la moyenne nationale de 9 %. Le PIB total de la province s'élevait à 13 000 403 000 €.
L'agriculture est destinée à la culture de céréales (blé et orge), de légumineuses, de betteraves à sucre, de luzerne, de légumes et de vignes. Le bétail est aussi important. L'intense activité industrielle est surtout concentrée dans la capitale, et est centrée sur les secteurs dérivés de l'agriculture (pâtes, farine, chocolat, sucre, etc.), les textiles, la métallurgie, la fabrication automobile (Fasa-Renault), la chimie, la construction, le papier, les arts graphiques, etc. En plus de la capitale, Valladolid, les habitants se concentrent à Medina del Campo, Peñafiel, Tordesillas, Tudela de Duero, Laguna de Duero, Íscar, Olmedo et Pedrajas de San Esteban (connue notamment pour sa production de pignons de pin)
Les dix premières entreprises par valeur économique en 2013 ont été : Renault-España, Michelin, Iveco, El Árbol, Aquagest (Grupo Agbar), Lauki (Begar Lactalis), ACOR, Grupo Norte et Queserías.

### Relation spéciale entre Valladolid et la France

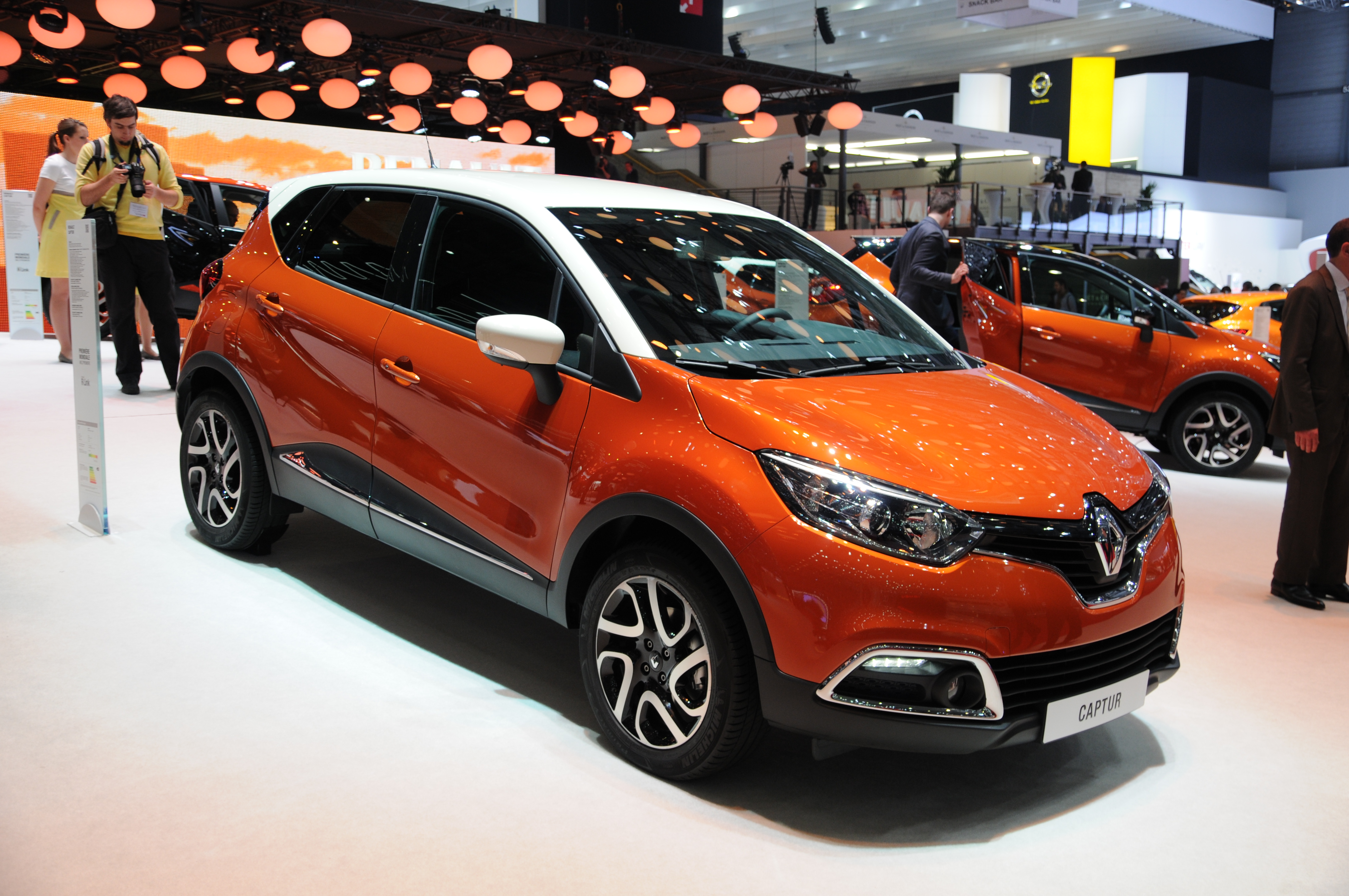
Renault Captur (2013-présent).

Le principal partenaire commercial de la province de Valladolid est la France. En 2014, la France était la principale destination des exportations de la province (1 758 des 5 465 millions d'euros total) et le premier investisseur à Valladolid avec une grande avance (4 518 des 8 252 millions d'euros totales). Cette relation économique étroite remonte au XIXe siècle lorsque commence l'industrialisation de Valladolid et que de nombreux entrepreneurs français choisissent d'investir dans diverses industries comme la métallurgie, le chemin de fer ou la production de farine.
Pour résumer ses impressions, l'écrivain français hispanisant Jean Charles Davillier, dans son livre « Voyage en Espagne » publié en 1873, décrit son arrivée à Valladolid en 1862 ainsi :

« L'arrivée à Valladolid produit, chez le voyageur, une impression à laquelle on n'est pas habitué en Espagne. De tous les côtés s'élèvent de hautes cheminées en brique des nombreuses usines qui obscurcissent le ciel avec un fumée noire. On se trouve dans une ville active et travailleuse. Après Barcelone, Valladolid est la ville la plus industrialisée de la péninsule »

Mais lorsque les relations s'intensifient à partir de la deuxième moitié du XXe siècle, la licence accordée en 1951 au constructeur automobile français Renault à Fasa-Renault a provoqué une forte industrialisation et a attiré d'autres entreprises françaises comme Michelin ou Isorel. En 1975, le secteur du matériel de transport a fini par représenter jusqu'à 54,4 % de la valeur ajoutée brute et 45 % de l'emploi de l'industrie de la province. C'est pourquoi la forte relation avec les entreprises du capital français a rendu la bourgeoisie de Valladolid la plus francophile du pays.

## Gouvernement et politique

Campiña del Pisuerga
Campo de Peñafiel
Tierra de Campos
Montes Torozos
Páramos del Esgueva
Tierra de Medina
Tierra de Pinares
Tierra del Vino

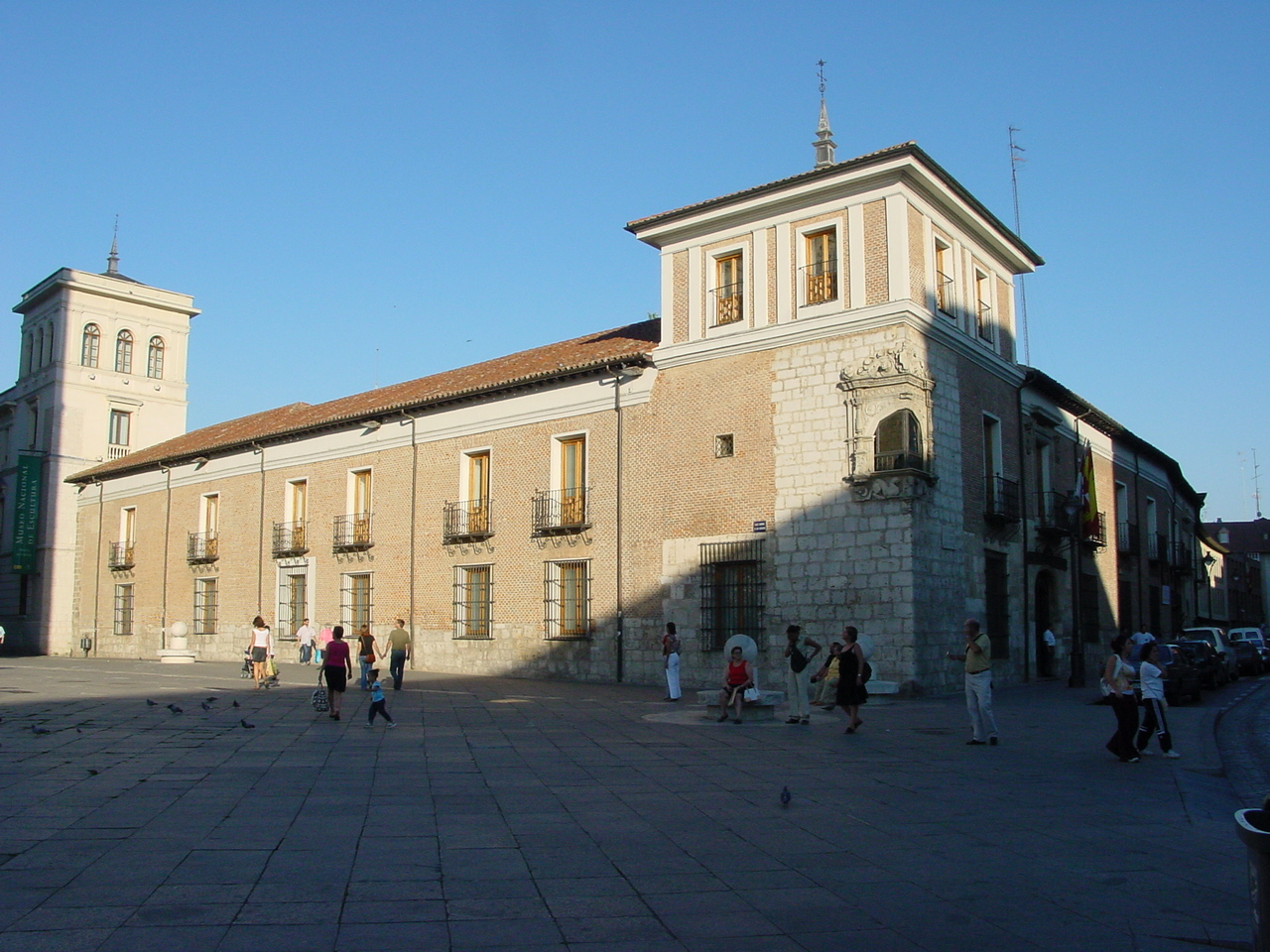
, siège du gouvernement provincial.

Le gouvernement et l'administration de la province de Valladolid correspond au conseil provincial de Valladolid, comme précisé par le statut d'autonomie de Castille-et-Leon. L'administration centrale est située dans le Palais de Pimentel de Valladolid, depuis 1875, lorsque le bâtiment a été acheté par le gouvernement provincial.

### Comarques
La province de Valladolid n'est pas officiellement subdivisée en comarques, bien qu'il existe des comarques historiques :
- Tierra de Campos (il existe aussi une comarque naturelle de Tierra de Campos qui s'étend sur les provinces de Zamora, Valladolid, Palencia et León.) (« Terre des champs »)
- Páramos del Esgueva (« Lande d'Esgueva »)
- Tierra de Pinares (« Terre des pins »)
- Campo de Peñafiel (« Campagne de Peñafiel »)
- Montes Torozos (« Monts Torozos »)
- Campiña del Pisuerga (« Campagne de Pisuerga »)
- Tierra del Vino (il existe une autre « Tierra del Vino » dans la province de Zamora) (« Terre du vin »)
- Tierra de Medina (« Terre de Medina »)

### Communes
La province compte 225 communes (municipios en espagnol).

## Géographie

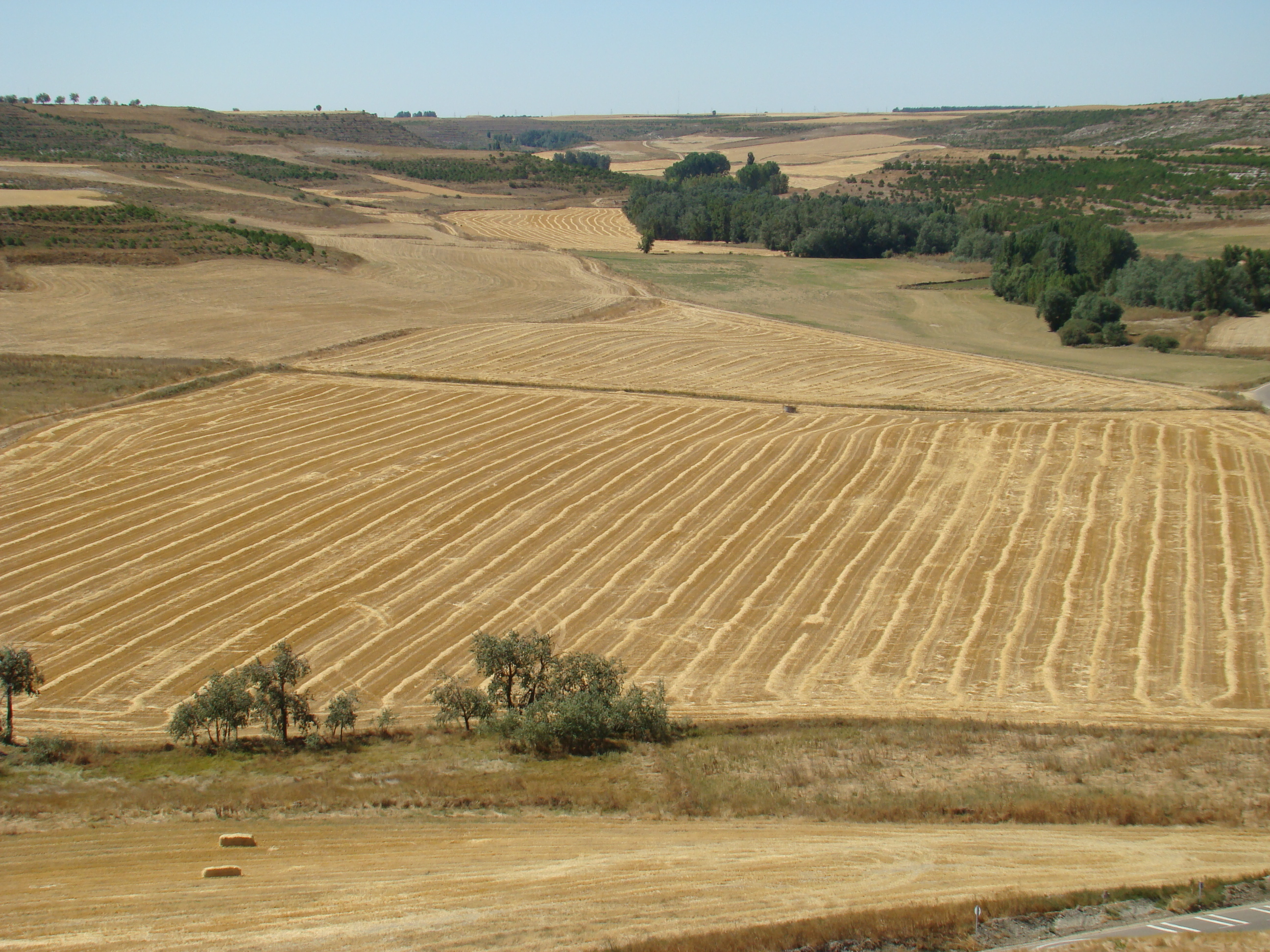
Paysage typique de la province.

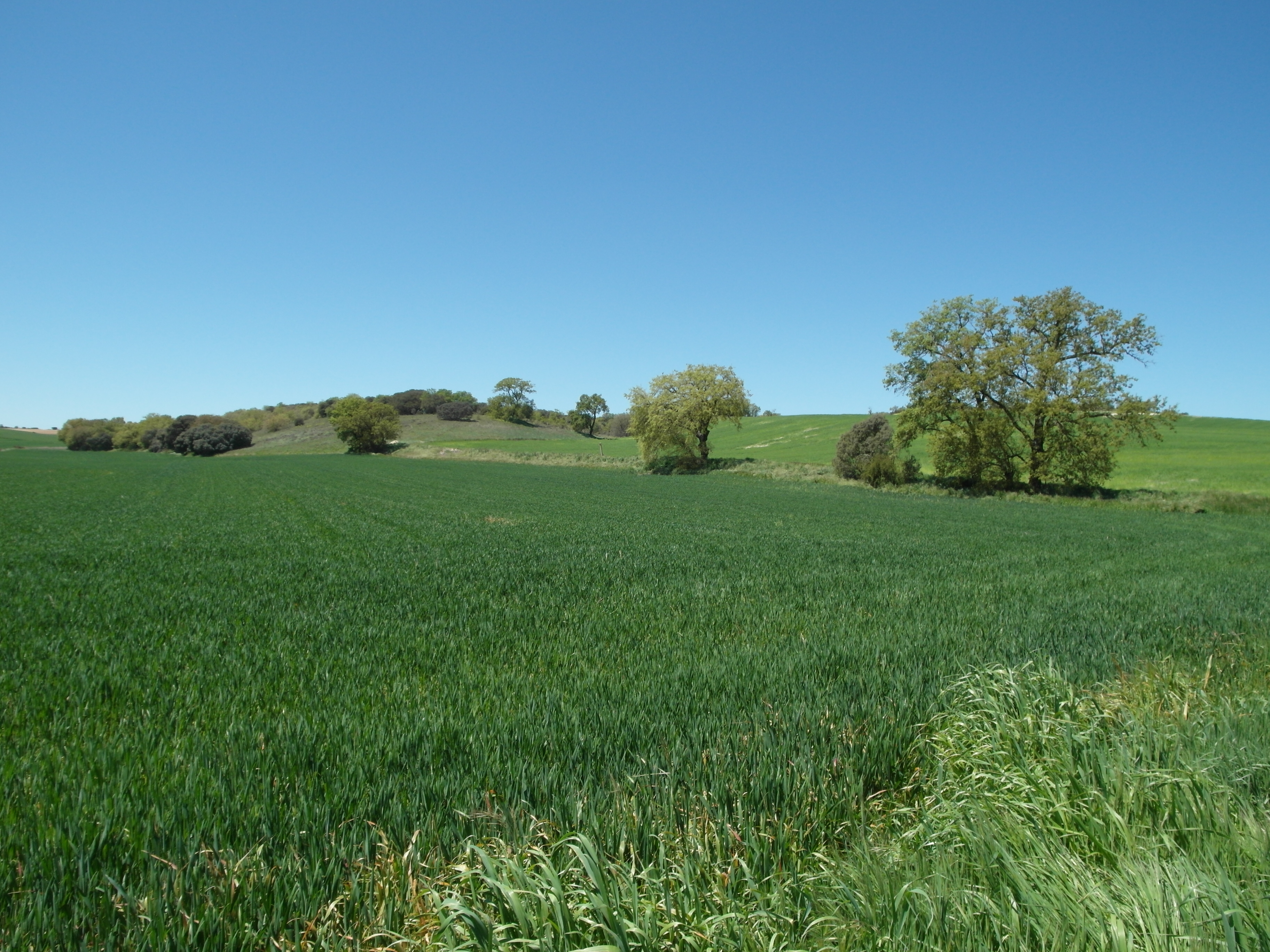
Monts Torozos au printemps.

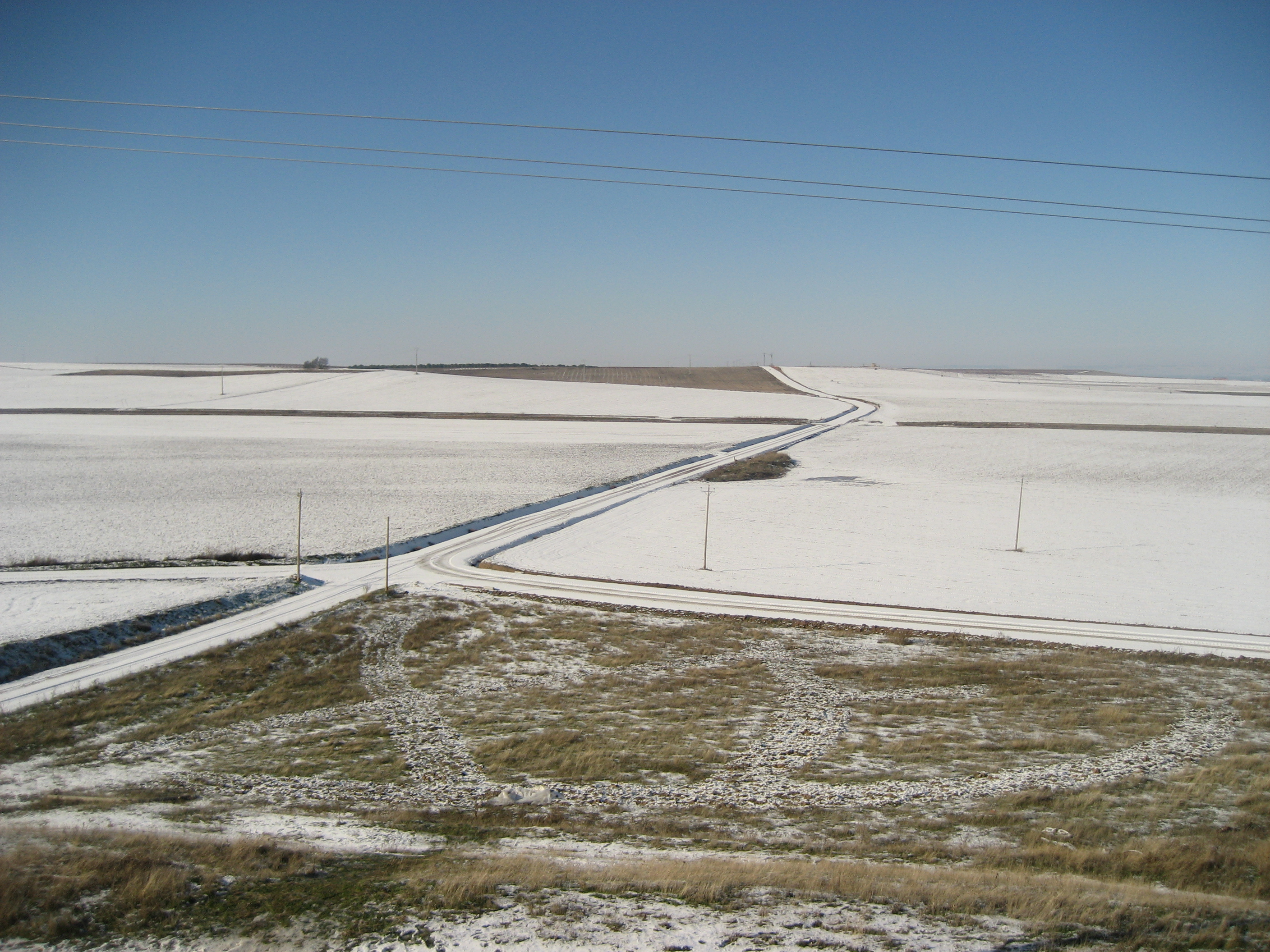
Champs durant l'hiver.

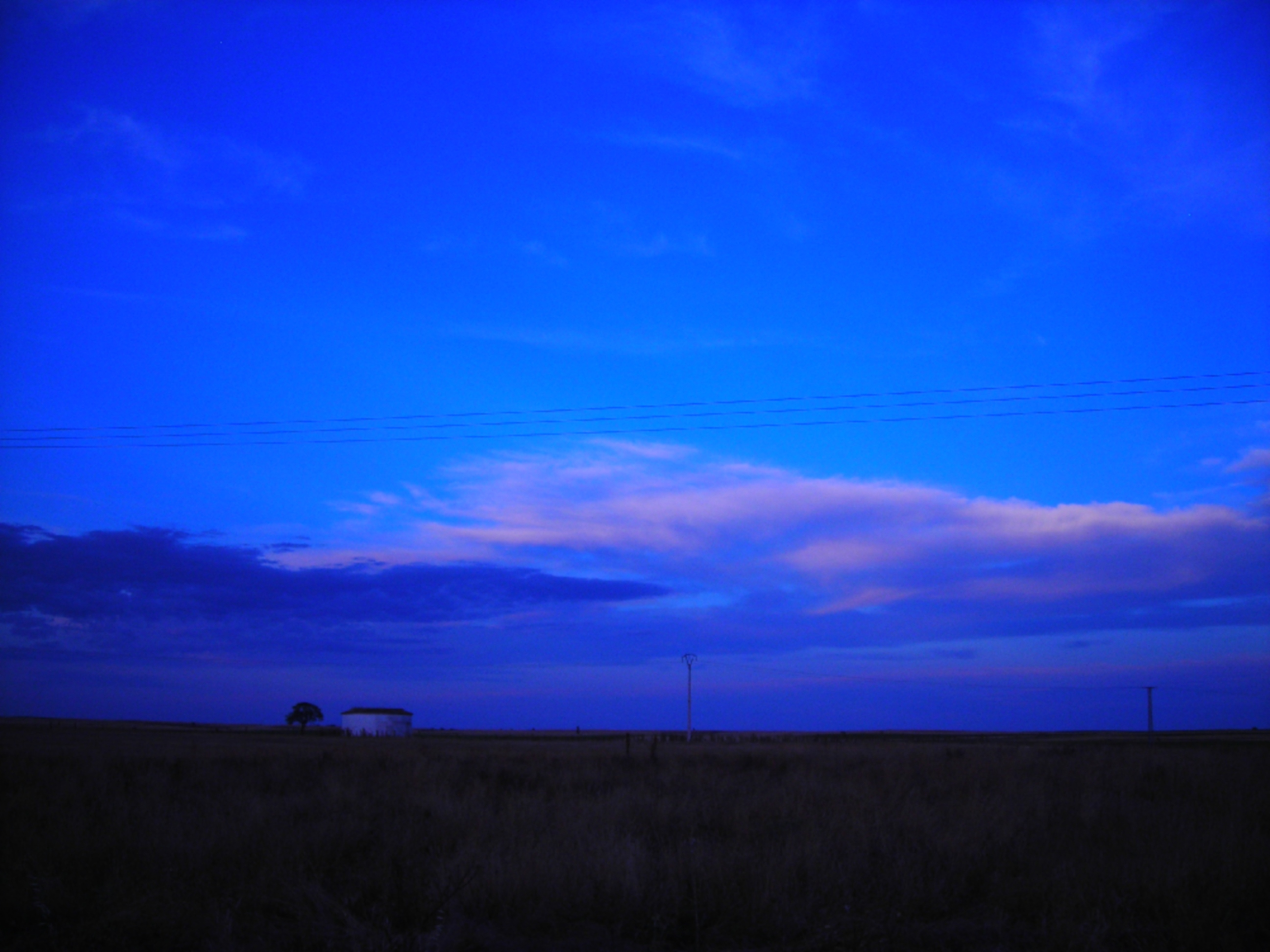
Coucher de soleil sur le plateau.

La province de Valladolid est située au centre de la communauté autonome et couvre une superficie de 8 110 km2. Elle est bordée au nord par les provinces de León et de Palencia, à l'est par la province de Burgos, au sud-est par la province de Ségovie, au sud par la province d'Avila, au sud-ouest par la province de Salamanque et à l'ouest par la province de Zamora. Il s'agit donc de la seule province espagnole entourée totalement par d'autres provinces de la même communauté autonome.
Elle est située dans le centre de la Meseta centrale, plateau occupant le milieu de la moitié nord de la péninsule ibérique. Elle est caractérisée par son relief uniforme (à environ 700 m d'altitude en moyenne), dominé par une vaste plaine où se distinguent :
- une zone de landes calcaires délimitée par les vallées de différentes rivières, dont certaines marquent fortement le paysage, dessinant des collines montagneuses, comme les Monts Torozos, la colline San Cristobal (843 m) et le Sardanedo (854 m) ;
- une zone de campagnes et aux douces collines ;
- séparant les deux, une zone appelée cuestas, de profondes gorges avec des pentes abruptes, comme le Prado Ancho, le Santovenía de Cabezon, le Pisuerga, etc. Le point le plus élevé est la colline Cuchillejos (933 m), située dans le Castrillo de Duero. Le point le plus bas est la rivière Douro passant par Villafranca de Duero (626 m).

### Climat

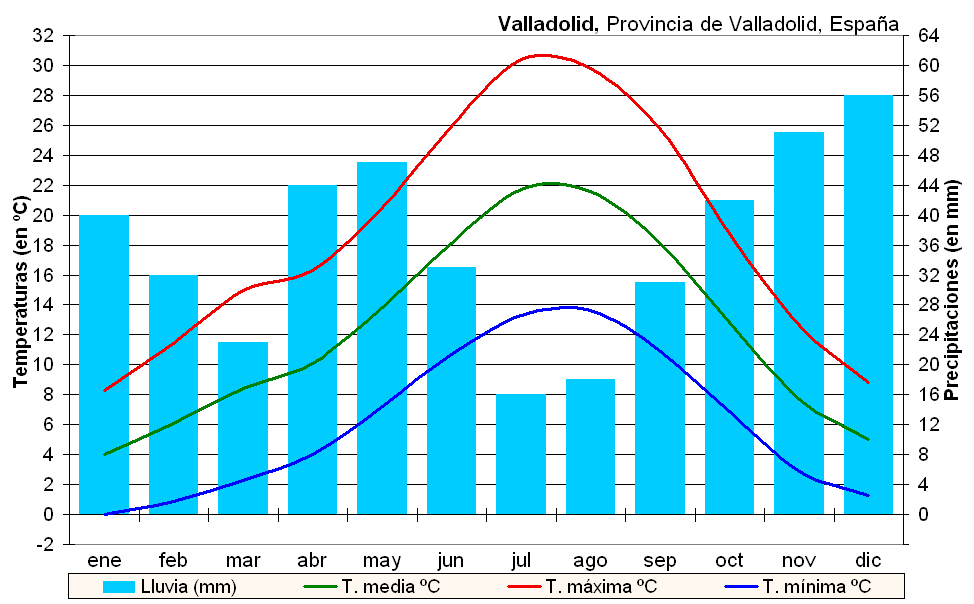
Climat de Valladolid.

Le climat méditerranéen continental est typique de Meseta centrale. Il est semblable au climat méditerranéen mais avec des caractéristiques des climats continentaux, des températures plus extrêmes, bien qu'il ne soit pas suffisamment différent pour être classé à part. En outre, ce climat ne subit pas l'influence de la mer, c'est la raison pour laquelle les températures sont les plus extrêmes d'Espagne, avec beaucoup de chaleur l'été et un hiver très froid ; l'oscillation des températures atteint 18,5 °C.
L'été est la saison la plus sèche et les températures peuvent souvent atteindre 30 °C, sporadiquement 35 °C. Mais en hiver, il est fréquent que la température tombe à 0 °C, provoquant des gelées au cours des nuits à ciel dégagé et parfois aussi de la neige. Lorsque le givre se combine avec le brouillard, on parle de givre mou, un phénomène caractéristique de la région. Cette région du nord de l'Espagne et les autres provinces de Castille-et-Leon sont les régions les plus froides dans le sud de l'Europe. La pluie suit une tendance similaire à celle d'un climat typiquement méditerranéen, atteignant entre 400 et 600 mm, avec un pic de précipitations durant le printemps et l'automne. La faible influence de la mer, cependant, rend le climat plus sec qu'habituellement.
| Mois                              | jan. | fév. | mars | avril | mai  | juin | jui. | août | sep. | oct. | nov. | déc. | année |
| --------------------------------- | ---- | ---- | ---- | ----- | ---- | ---- | ---- | ---- | ---- | ---- | ---- | ---- | ----- |
| Température minimale moyenne (°C) | 0    | 0,9  | 2,3  | 4     | 7,2  | 10,7 | 13,3 | 13,6 | 10,9 | 6,9  | 2,9  | 1,3  | 6,2   |
| Température maximale moyenne (°C) | 8,3  | 11,4 | 15   | 16,3  | 20,5 | 25,9 | 30,4 | 29,8 | 25,7 | 18,8 | 12,6 | 8,8  | 18,6  |
| Précipitations (mm)               | 40   | 32   | 23   | 44    | 47   | 33   | 16   | 18   | 31   | 42   | 51   | 56   | 435   |

## Nature

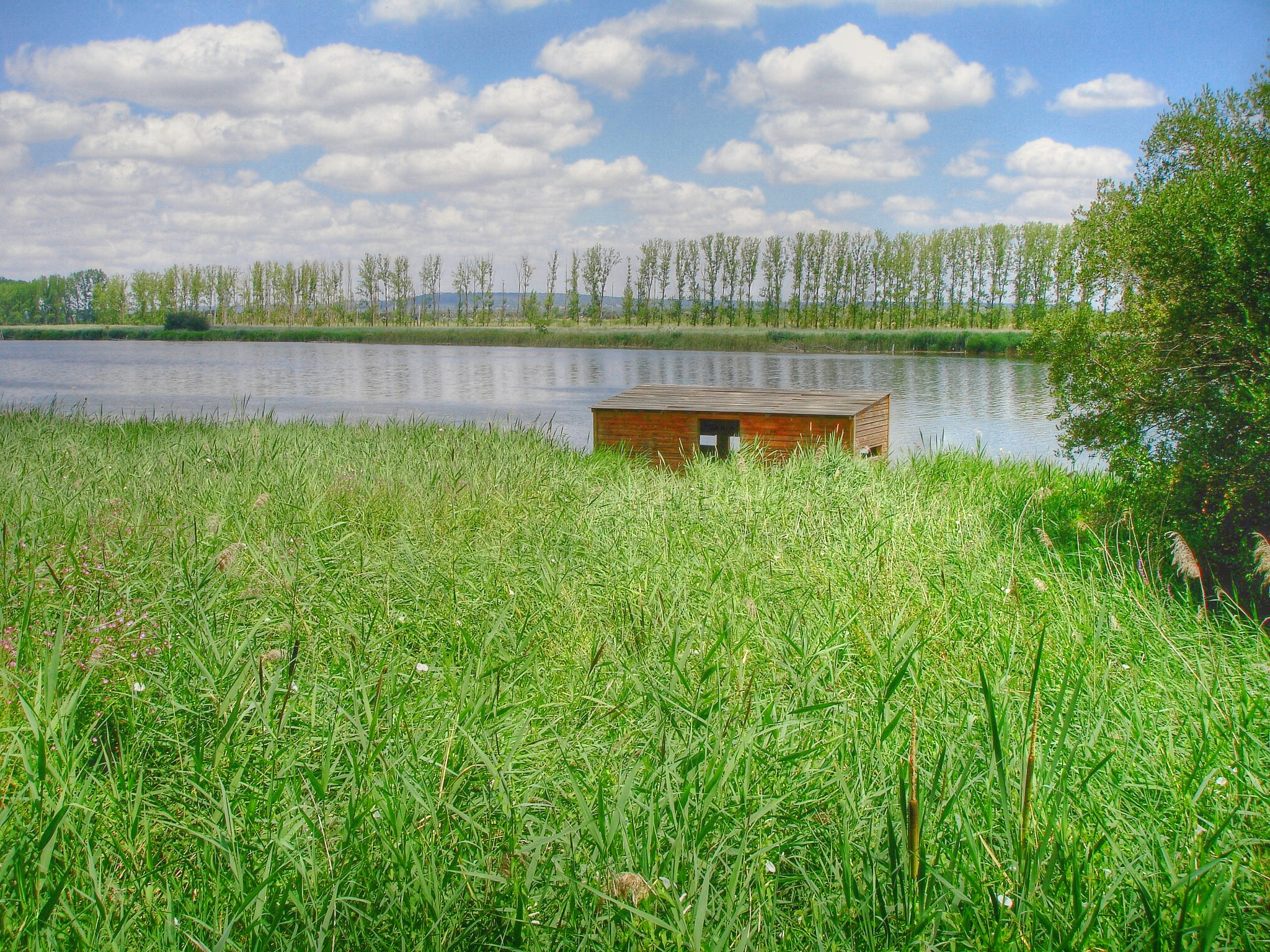
La Réserve Naturelle des Rives de Castronuños-Vega del Duero est la seule zone naturelle protégée dans cette province. Elle est traversée par la rivière Douro.

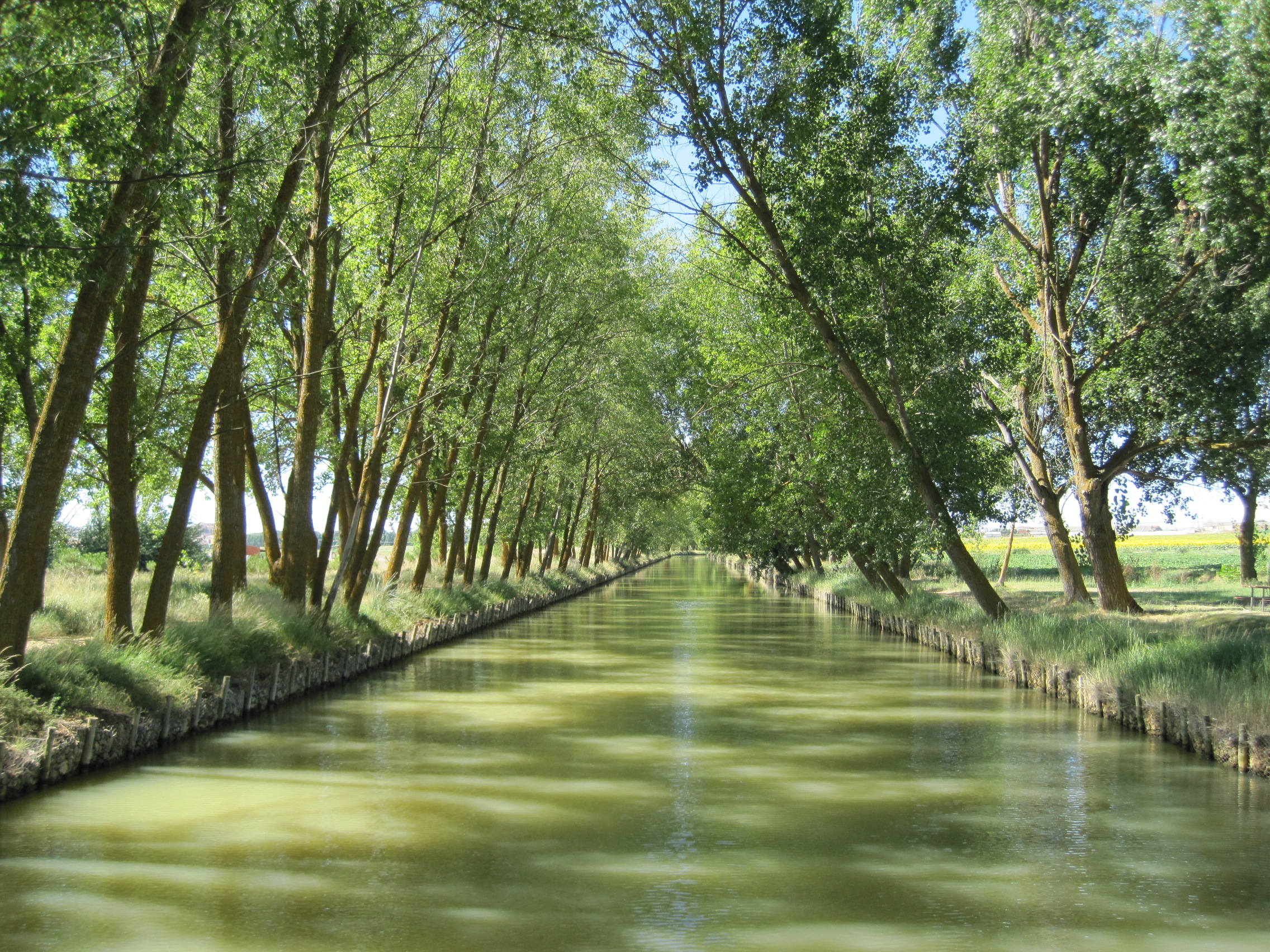
Canal de Castille.

- Réserve Naturelle des Rives de Castronuños-Vega del Duero : La région des monts Torozos est une zone de landes et de plaines sédimentaires. C'est une zone de migration et de nidification pour les oiseaux aquatiques. Le Duero est entouré de forêts riveraines et constitue un écosystème marécageux très intéressant. C'est une zone de grandes prairies sans grand relief. La faune est abondante, on trouve des hérons cendrés, des bihoreaux gris, des aigrettes garzettes, des canards souchet, des fuligules milouins, des fuligules morillons, des cormorans, des balbuzards pêcheurs, des couleuvres à collier, des hérons pourprés, des faucons pèlerins, des lézards à queue rouge, des psammodromus hispanicus, des acanthodactylus erythrurus, des lézards ocellés, des rainettes vertes, des alytes, des putois et des blaireaux. La réserve naturelle est considérée comme une zone de protection spéciale pour les oiseaux.
- Canal de Castille: Sa construction a commencé en 1753 et il a fallu près d'un siècle pour le finaliser ; il n'a été inauguré qu'en 1849. Il est en forme de « Y » inversé. Son objectif était de permettre le transport du blé de Castille vers les ports de la mer Cantabrique mais l'arrivée du chemin de fer l'a rendu obsolète. Il traverse 9 municipalités de la province. Au fil du temps, les marges du canal ont fini par former une série de zones humides à forte valeur écologique, constituant un îlot de biodiversité. Leur valeur écologique élevée est liée à la diversité de la végétation aquatique et le nombre important de vertébrés qui s'y trouvent. Pour ce qui est des oiseaux, dans le canal, il y a :
  - 121 espèces d'oiseaux nidifiants et hivernants et également des oiseaux migrateurs ;
  - 42 espèces de mammifères, 15 d'entre elles sont insectivores ;
  - 11 espèces d'amphibiens ;
  - 14 espèces de reptiles ;
  - 14 espèces de poissons.

### Flore
La végétation est typique des plateaux (700-800 mètres au-dessus du niveau de la mer), avec diverses espèces de pins, chênes, ormes, peupliers, frênes, saules, aulnes, peupliers, chèvrefeuilles, cannes de Provence et de massettes. Les paysages sont composés de maquis et de pâturages.

### Faune
En général, les animaux sont typiques des plateaux, on trouve : des lapins de garenne, des écureuils, des hérissons, des campagnols des champs, des perdrix, des outardes, des hirondelles rustiques, des rouges-gorges familiers, des coucous, des rossignols philomèles, des pigeons, des pies bavardes, des canards, des oies cendrées, des passéridés, des grenouilles de Pérez, des grenouilles, des lézards, des busards cendrés, des busards des roseaux, des busards Saint-Martin, des faucons pèlerins, des circaètes Jean-le-Blanc, des faucons crécerellettes, des murins à oreilles échancrées, des gangas catas, des Gruidés, des truites, des carpes communes, des écrevisses, des loutres, des musaraignes, des léporidés, des chevreuils, des sangliers, des renards, des loups gris.

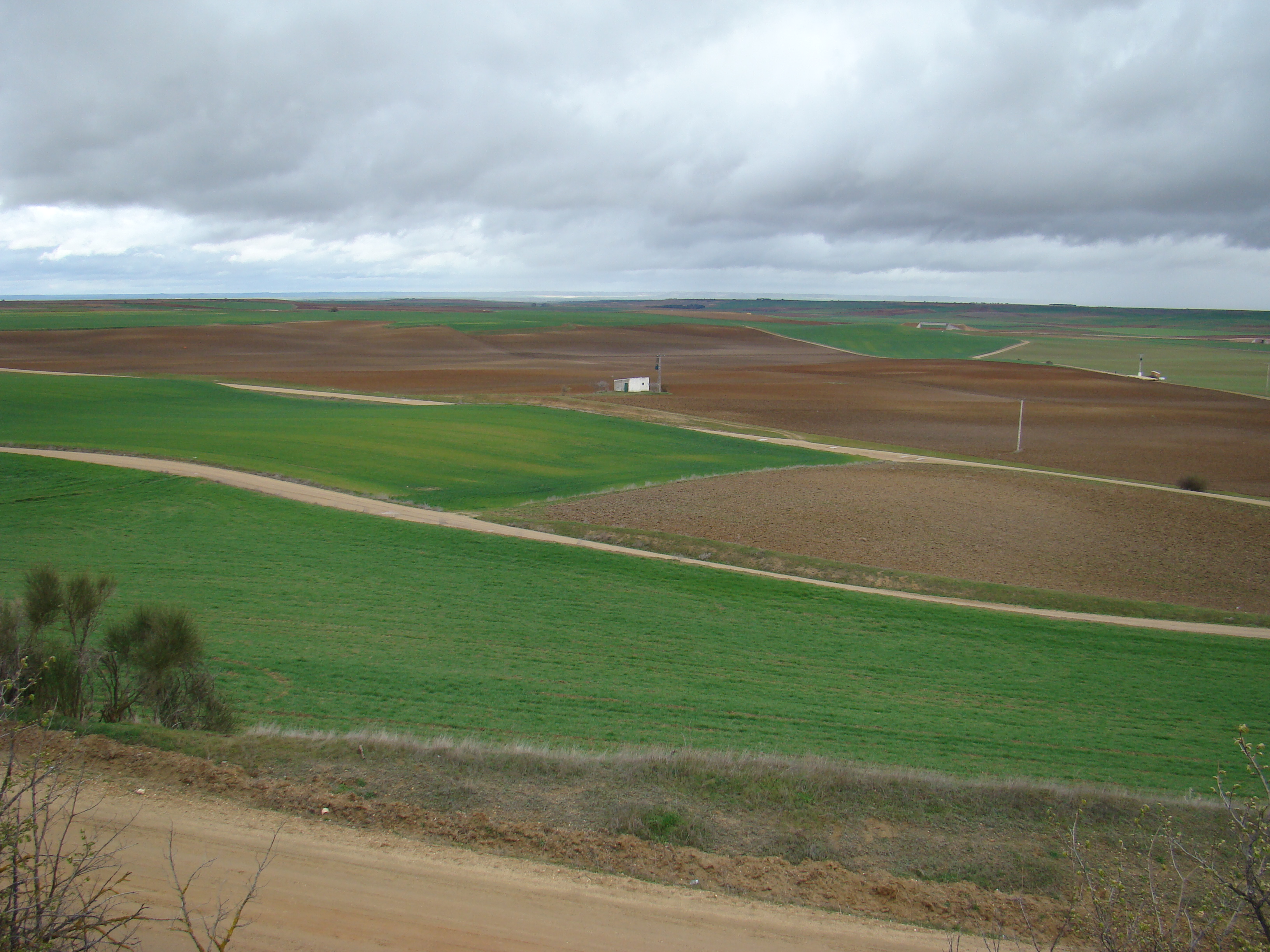
Champ cultivé.
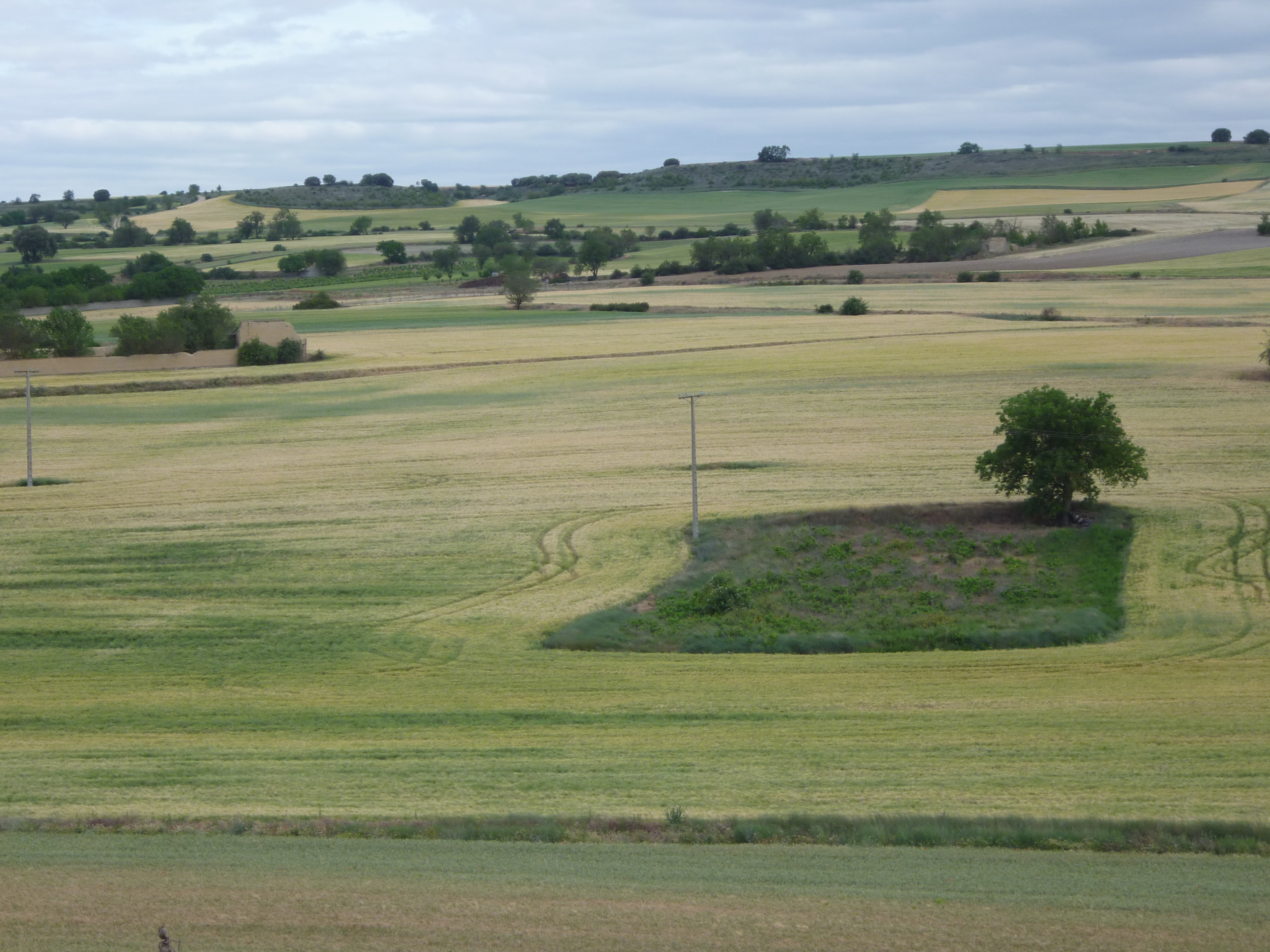
Champ typique.
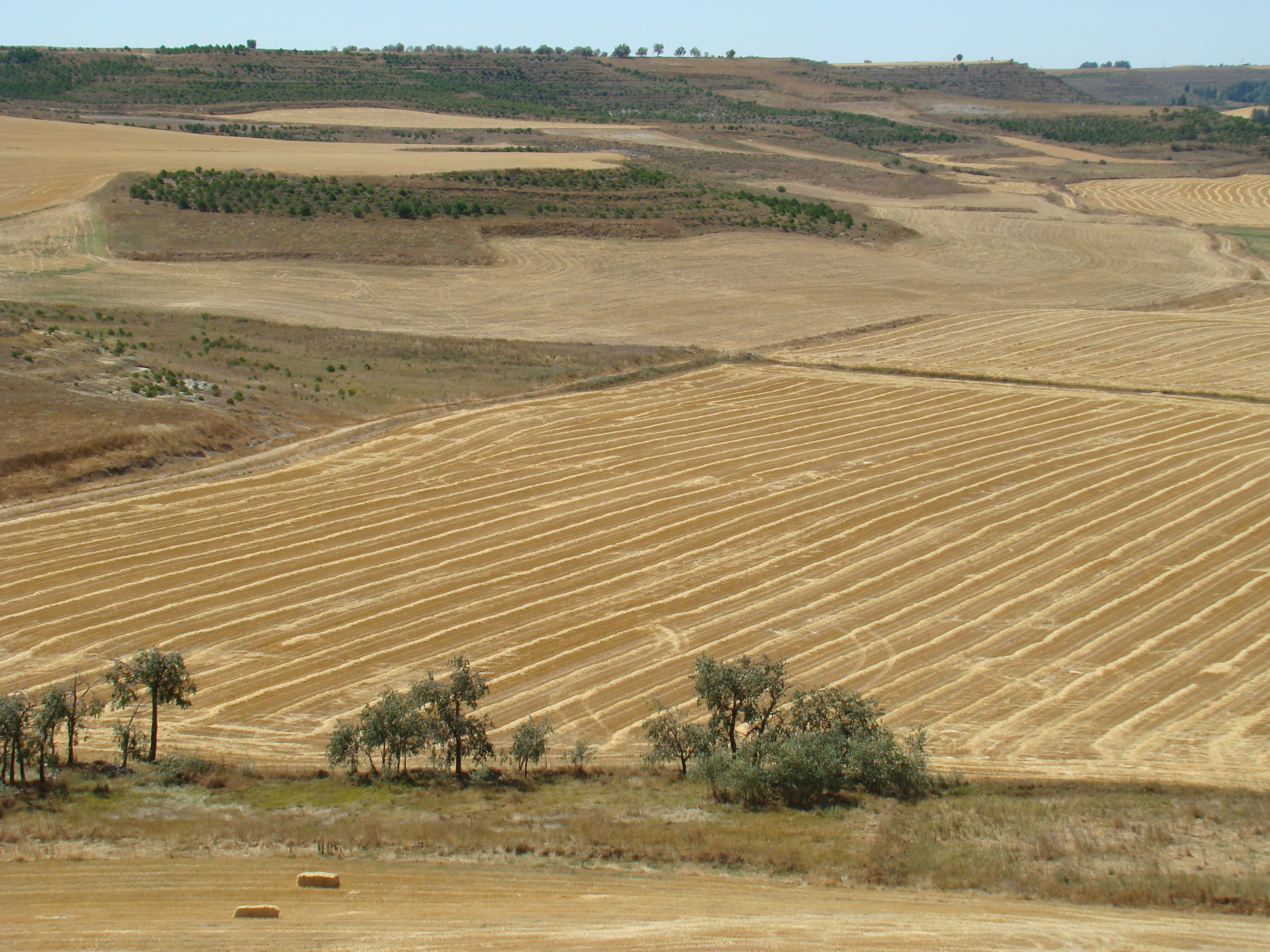
Champ au moment de la récolte.
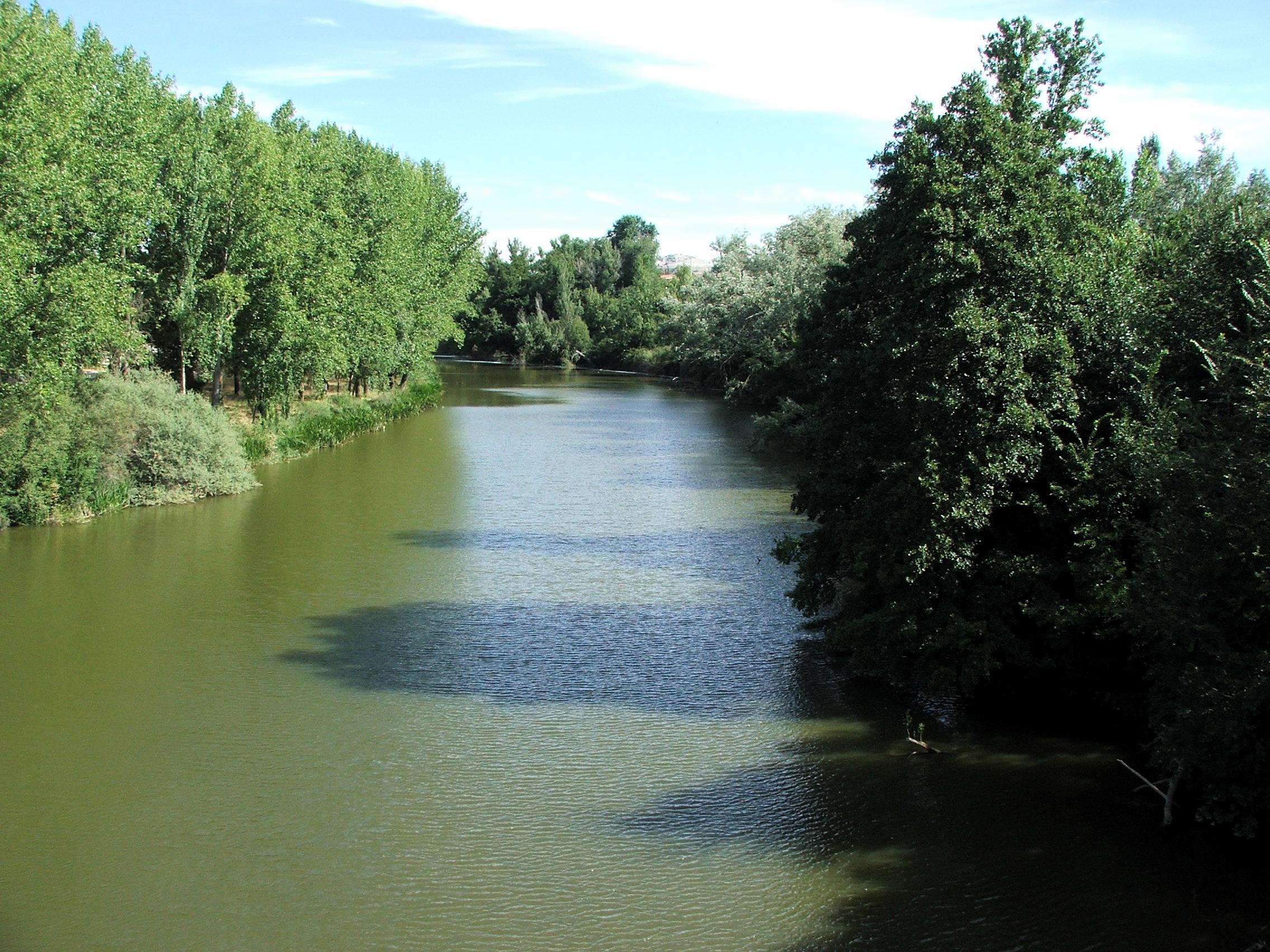
Rivière Douro.
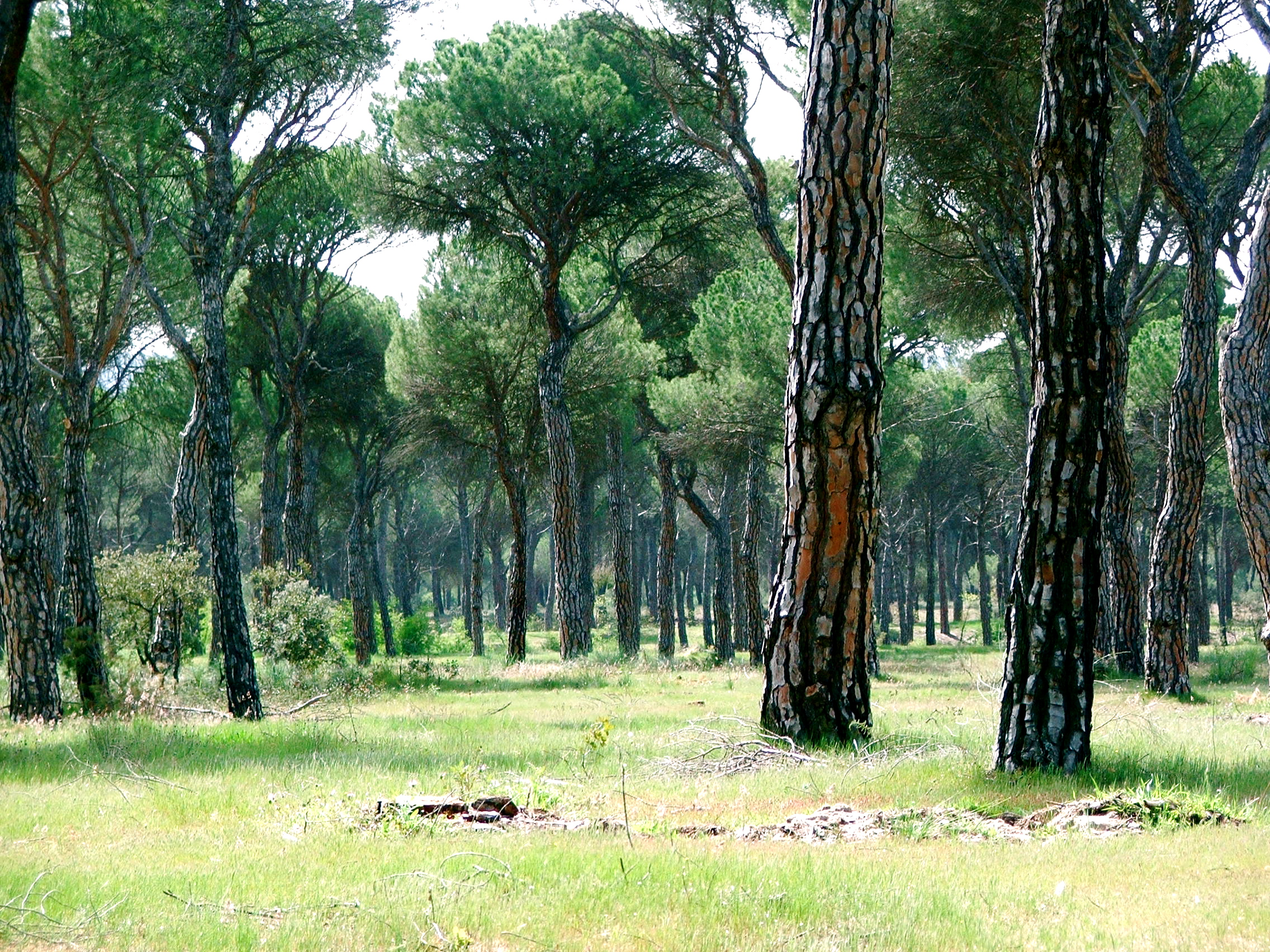
Pins.

## Patrimoine

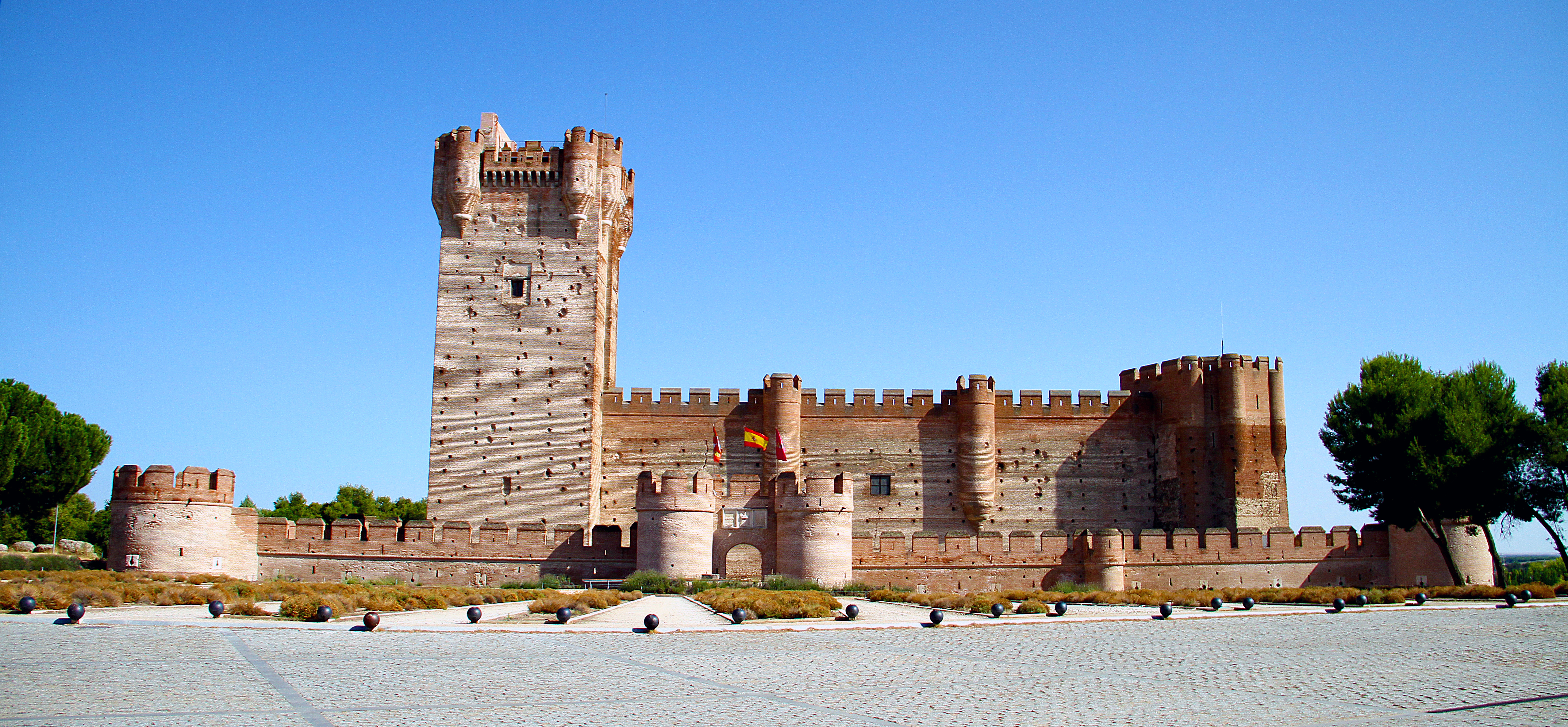
Château de La Mota.

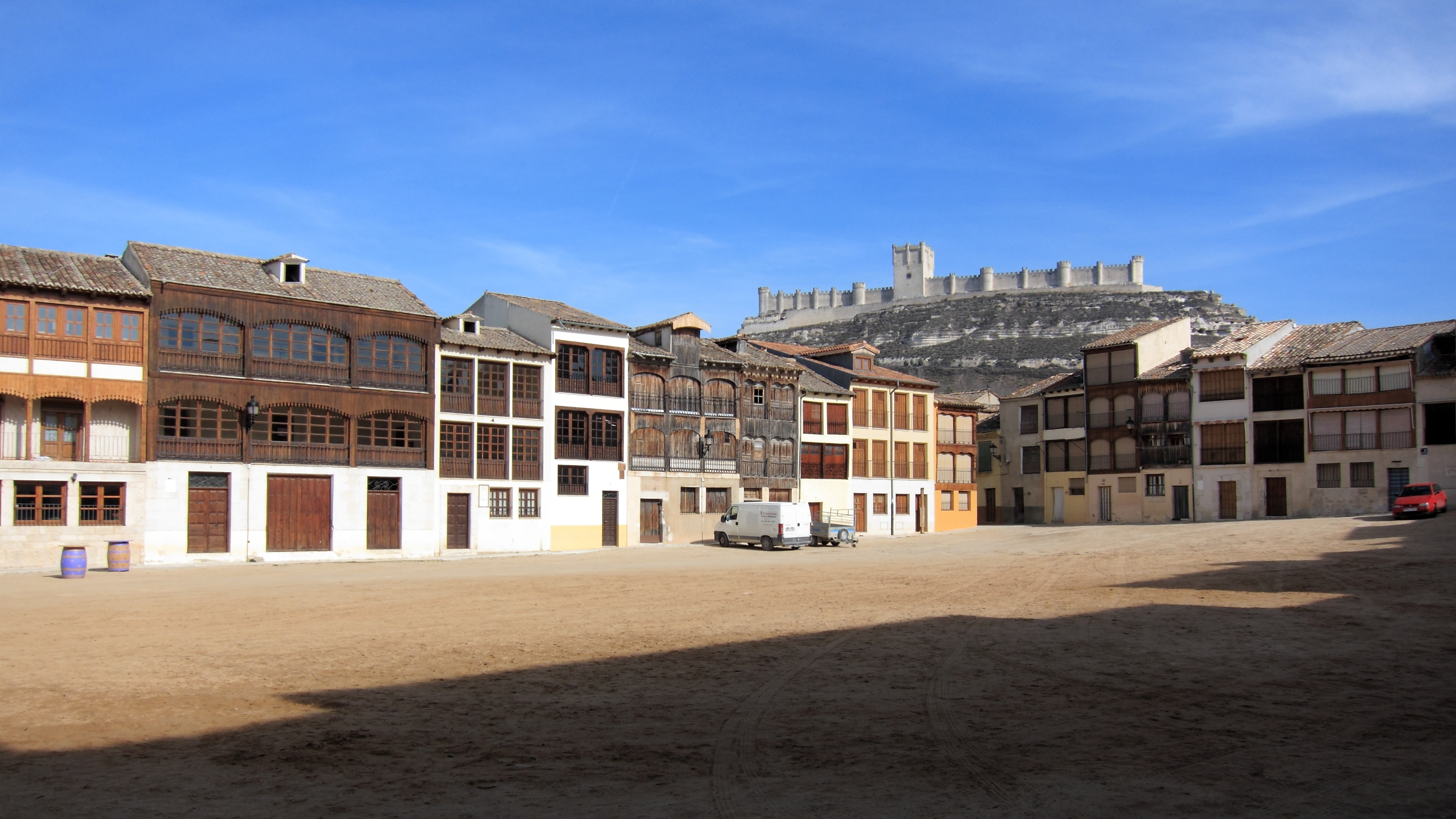
Château de Peñafiel.

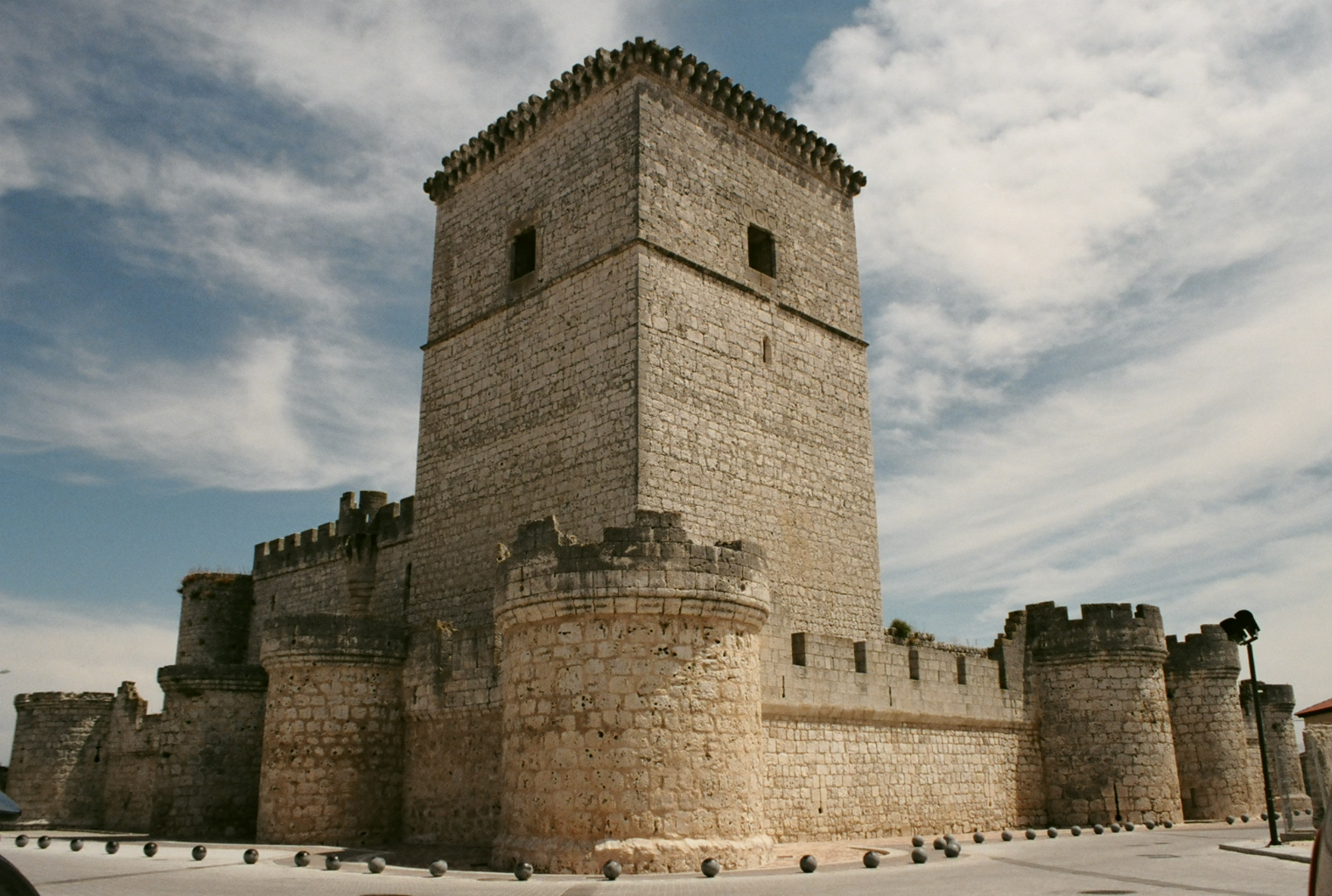
Château de Portillo.

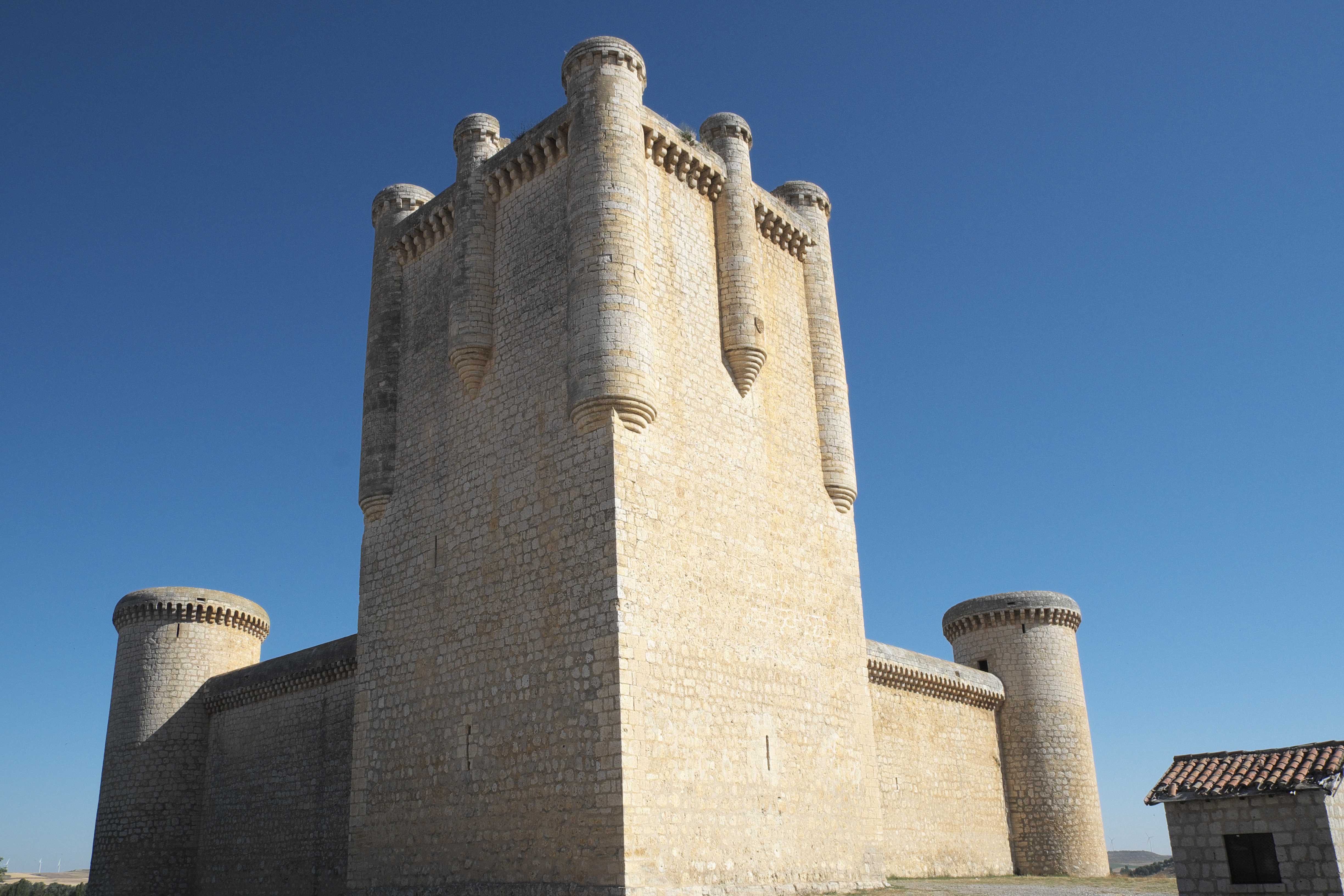
Château de Torrelobatón.

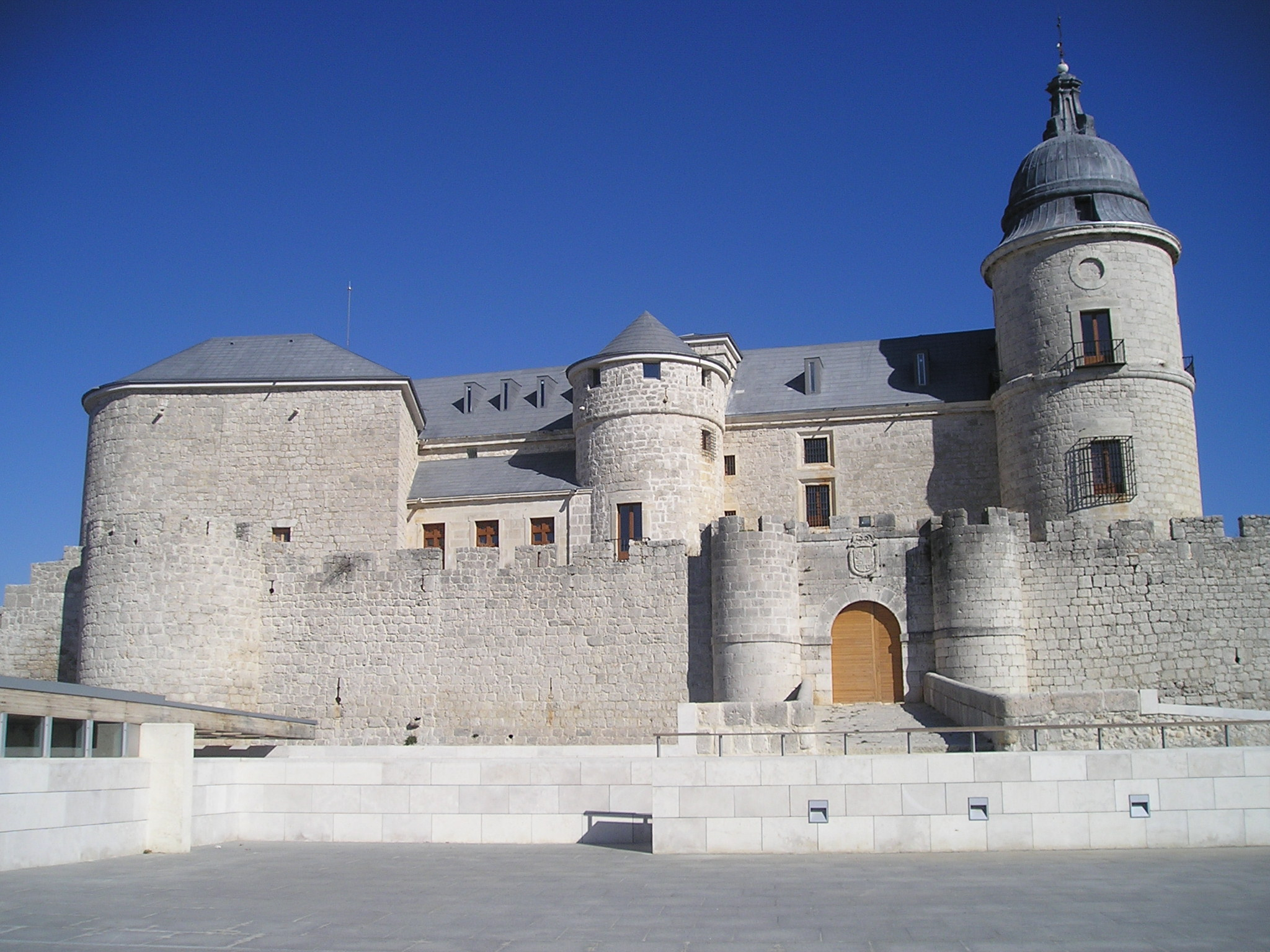
Château de Simancas.

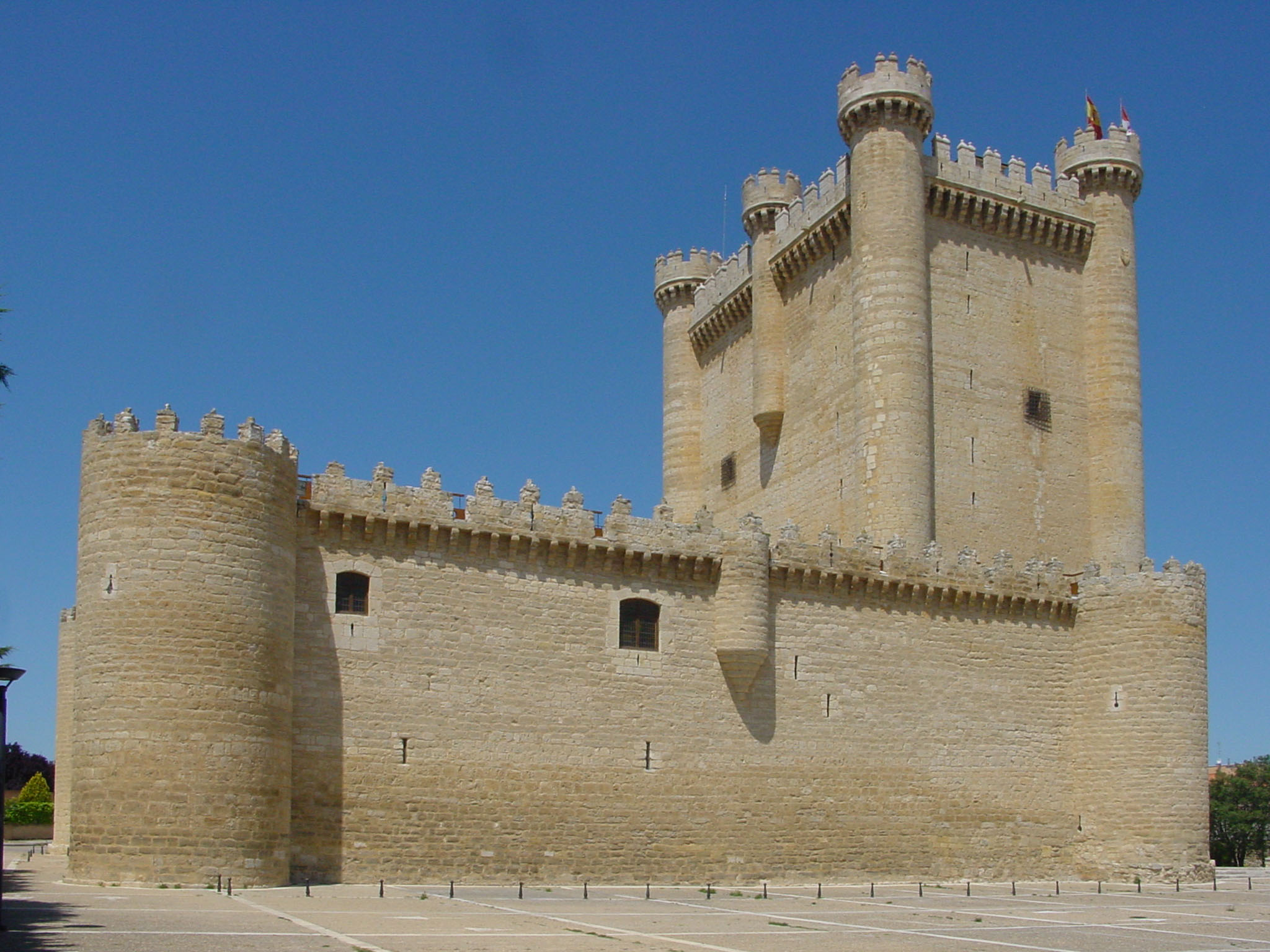
Château de Fuensaldaña.

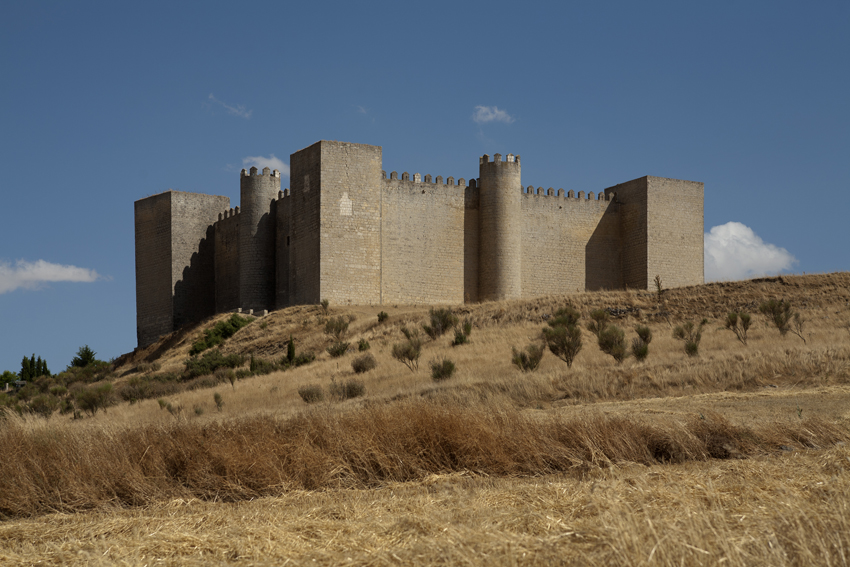
Château de Montealegre de Campos.

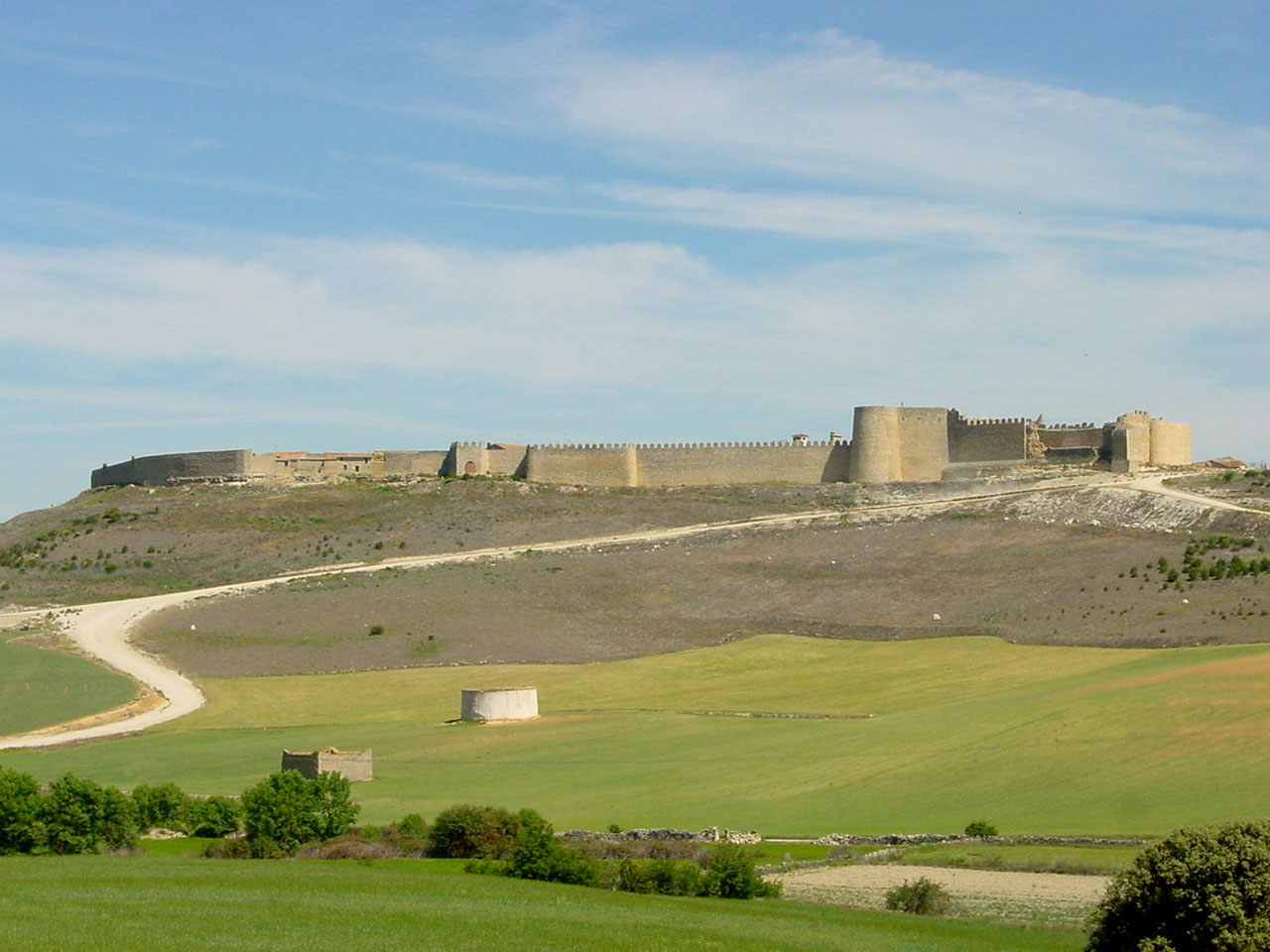
Muraille de Urueña, une ville médiévale.

La province compte un total de 188 monuments considérés comme des biens d'intérêt culturel. Une grande partie d'entre eux sont des châteaux, des églises et des sites historiques, bien qu'il existe également des sites archéologiques ou des archives documentaires. Dans le cas des églises et des monastères, on rencontre une large variété de styles architecturaux, comprenant le préroman, le roman, le gothique, le style Renaissance et le baroque.

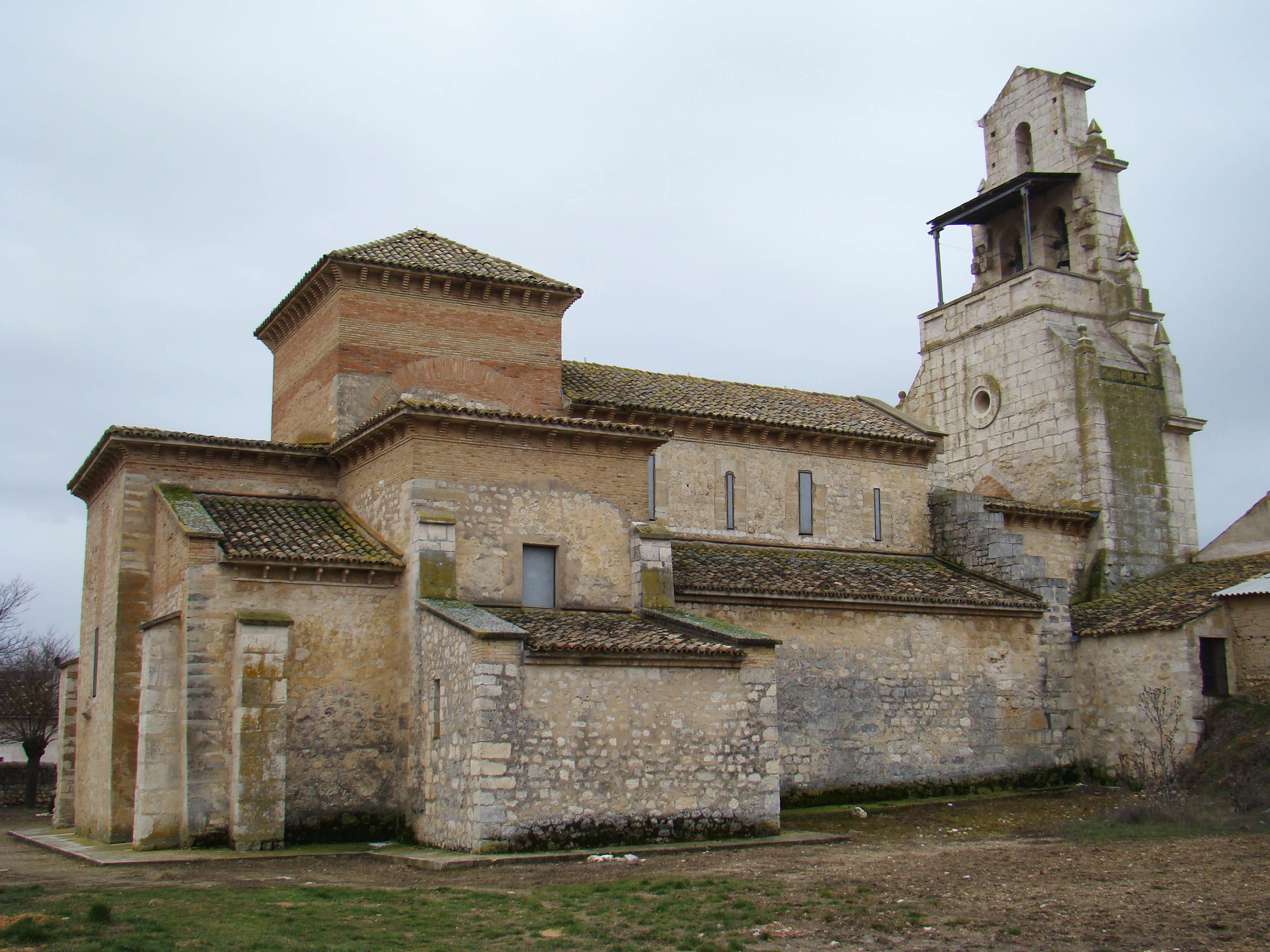
Église de San Cipriano de San Cebrián de Mazote, de style préroman.
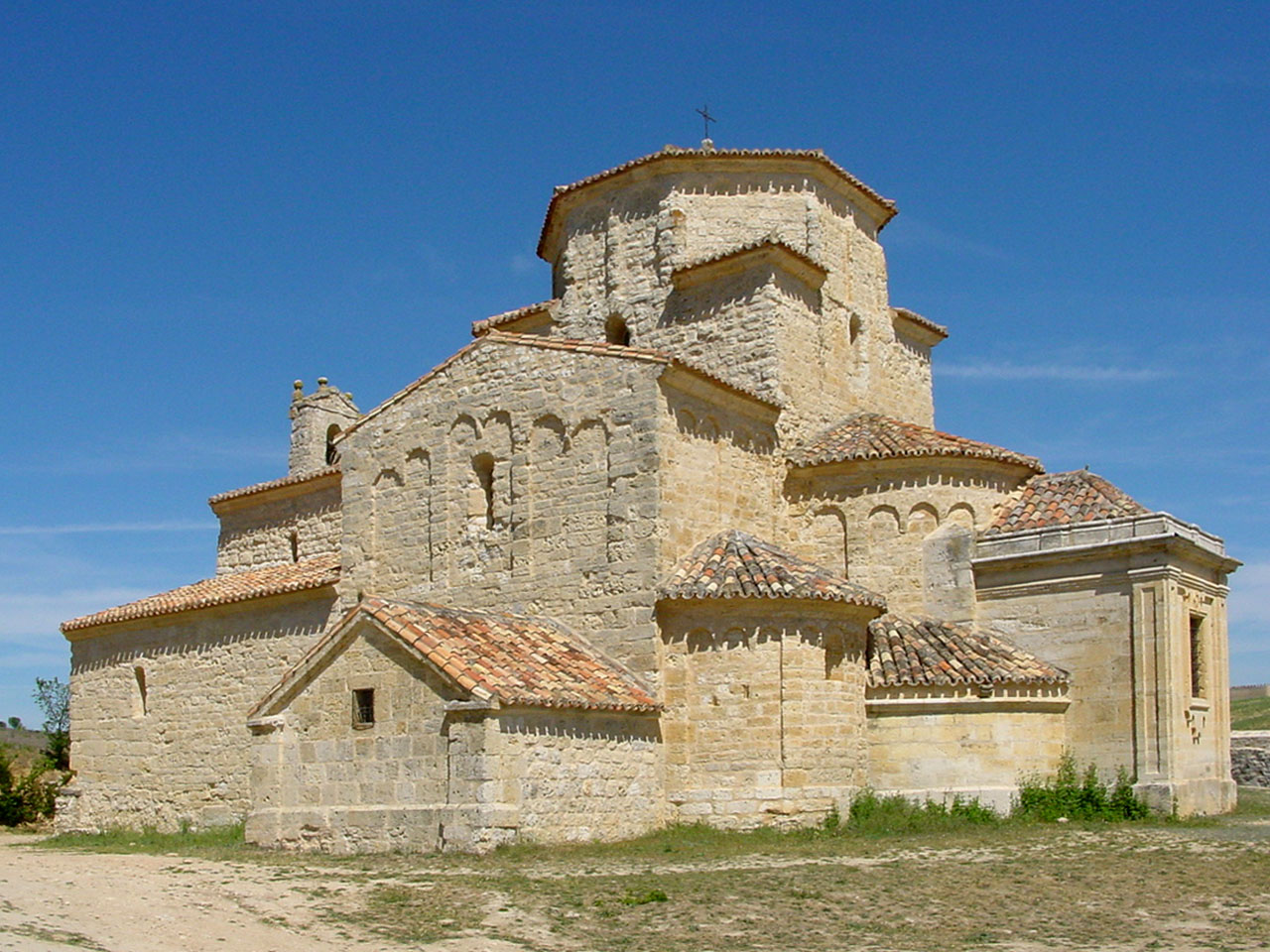
Église de Notre Dame de l'annonce de Urueña, exemple d'architecture romane.
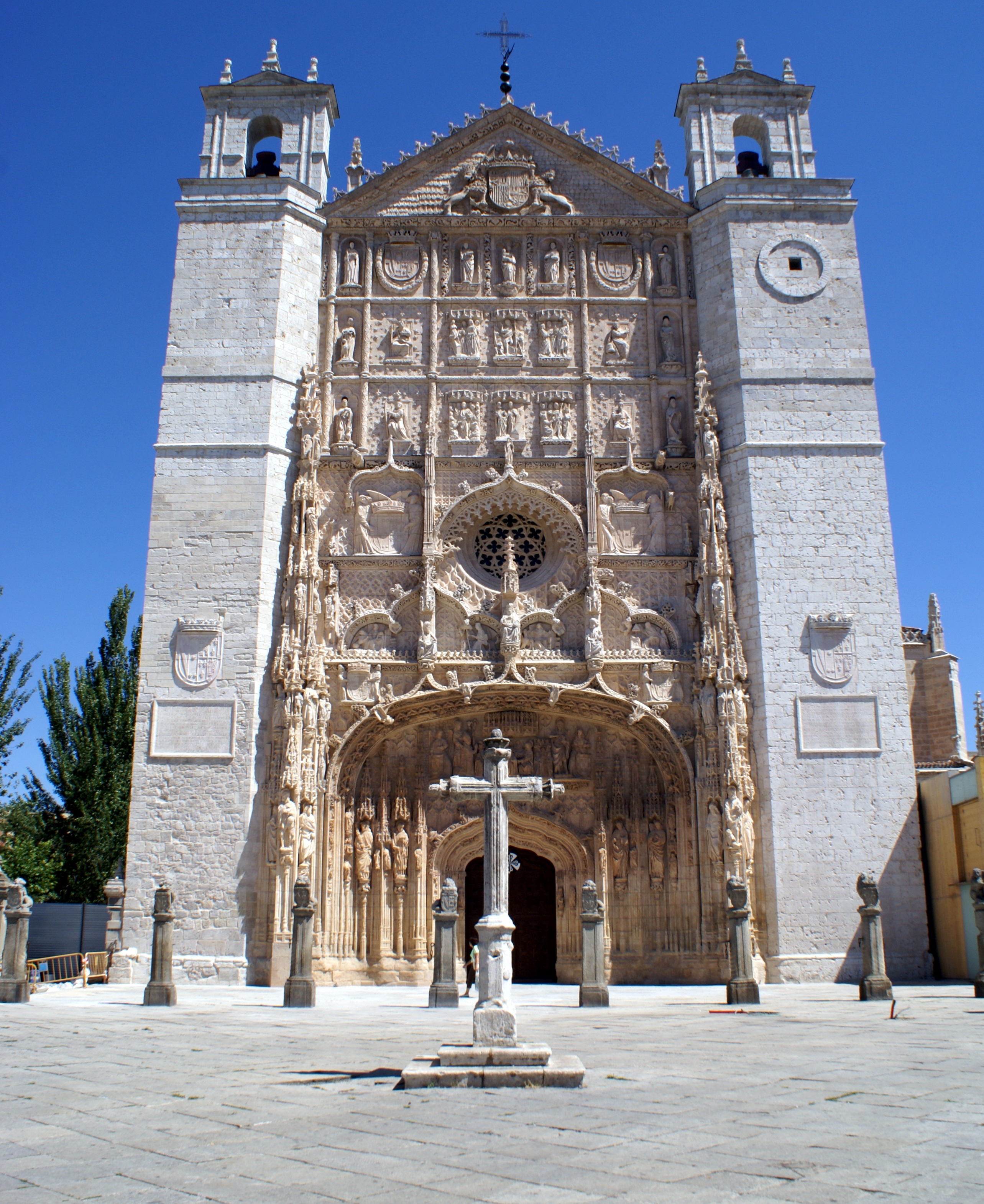
Église de Saint-Paul (Valladolid), exemple de style gothique.
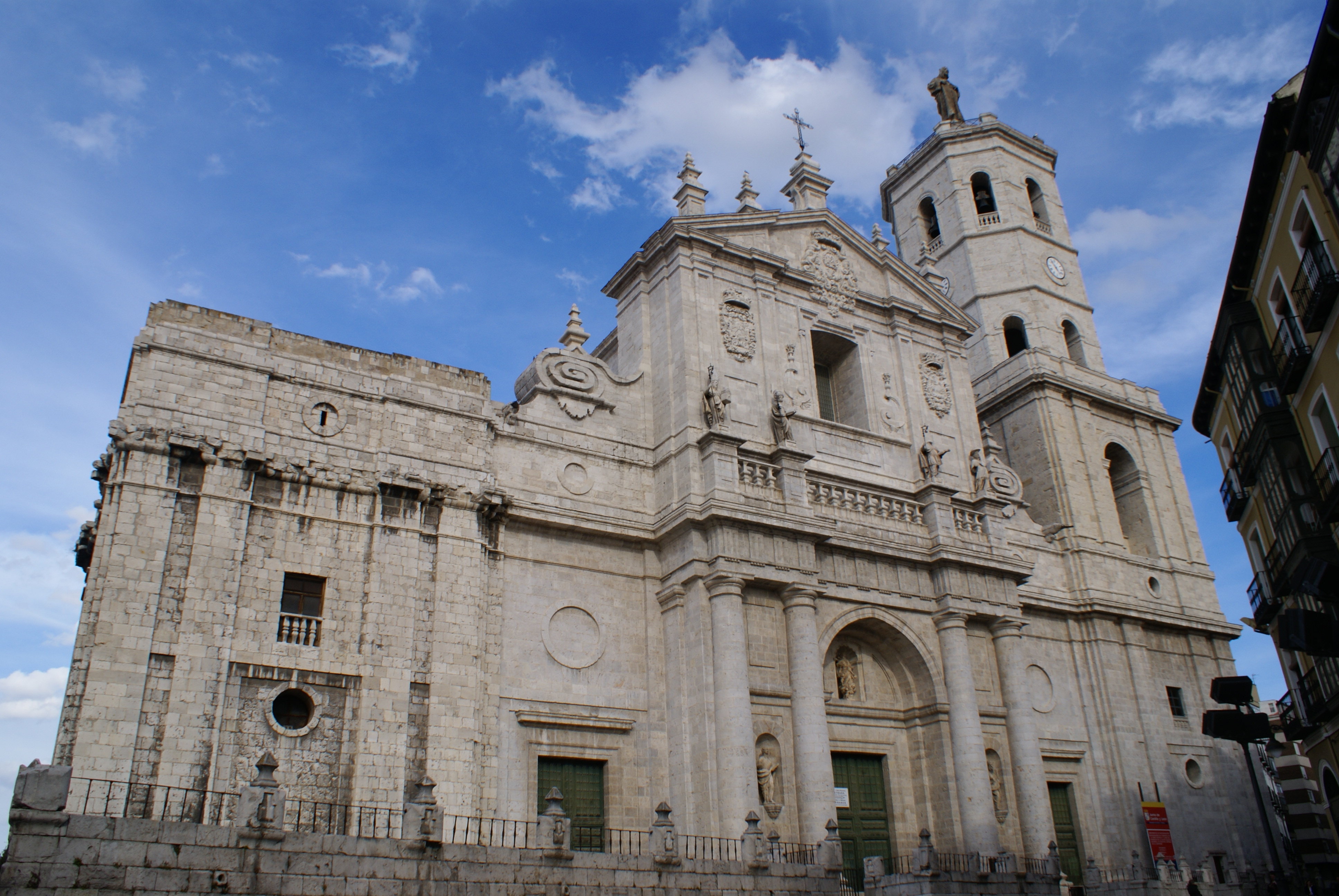
Cathédrale de Valladolid, exemple de style Renaissance.
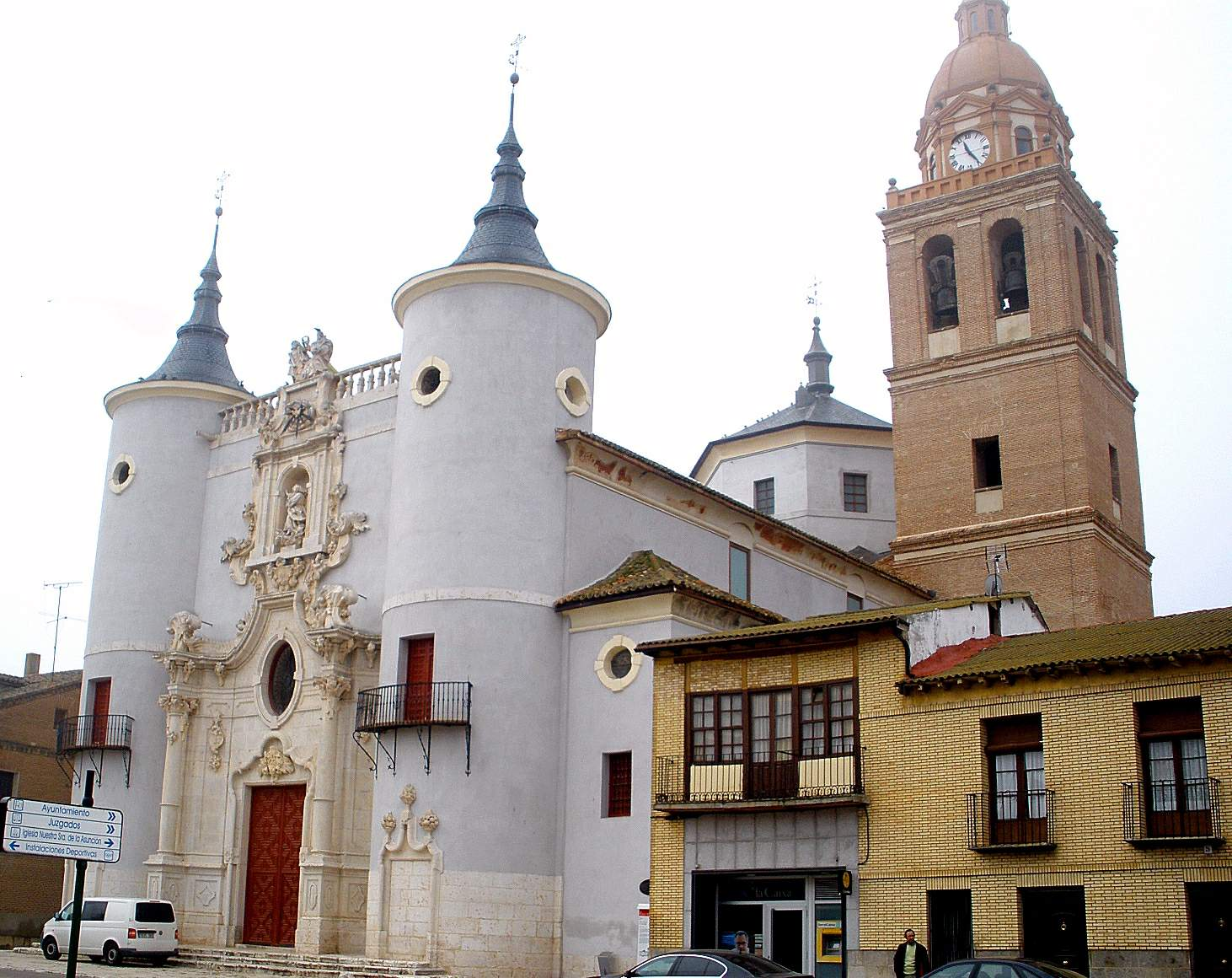
Église de Notre Dame de l'assomption de Rueda, l'un des meilleurs exemples d'architecture baroque.

### Châteaux de Valladolid
La province de Valladolid est l'une des régions européennes avec plus de châteaux et qu'ils sont en cours d'amélioration pour l'utilisation et à la jouissance de tous les gens. L'importance des châteaux de ce territoire était telle que le modèle sur lequel ont été bâtis ces châteaux a été appelé escuela de Valladolid (« École de Valladolid »). Les châteaux préservés dans la province de Valladolid sont les suivants :
- Château de Castromembibre (Castromembibre)
- Château de Peñafiel (Peñafiel)
- Château-Palais de Curiel de Duero, (Curiel de Duero)
- Château de Curiel de Duero, (Curiel de Duero)
- Château de Canillas de Esgueva (Canillas de Esgueva)
- Château de Encinas de Esgueva (Encinas de Esgueva)
- Château de Foncastín (Foncastín)
- Château de Fuensaldaña (Fuensaldaña)
- Château de Fuente el Sol (Fuente el Sol)
- Château de Íscar (Íscar)
- Château de La Mota (Medina del Campo)
- Château de Mota del Marqués (Mota del Marqués)
- Château de Montealegre (Montealegre)
- Château de Mucientes (Mucientes)
- Château de Portillo (Portillo)
- Château de San Pedro de Latarce (San Pedro de Latarce)
- Château de Tiedra (Tiedra)
- Château de Tordehumos (Tordehumos)
- Château de Torrelobatón (Torrelobatón)
- Château de Trigueros del Valle (Trigueros del Valle)
- Château de Urueña (Urueña)
- Château de Villafuerte de Esgueva (Villafuerte de Esgueva)
- Château de Villagarcia de Campos (Villagarcia de Campos)
- Château de Villavellid (Villavellid)
- Château de Simancas (Simancas)
- Château de Castroverde de Cerrato (Castroverde de Cerrato)
- Château de Villalba de los Alcores (Villalba de los Alcores)
- Château de Barcial de la Loma (Barcial de la Loma)
- Château de Alaejos (Alaejos)
- Château de Pozaldez (Pozaldez)
- Château de San Martín de Valvení (San Martín de Valvení)
- Château de Eván de Abajo (Siete Iglesias de Trabancos)
- Château de Eván de Arriba (Siete Iglesias de Trabancos)
- Château-Palais de Alderete (Tordesillas)
- Château de Villagómez la Nueva (Villagómez la Nueva)

### Murailles
- Muraille de Cigales (Cigales)
- Muraille de Curiel de Duero (Curiel de Duero)
- Muraille de Mayorga (Mayorga)
- Muraille de Medina de Rioseco (Medina de Rioseco)
- Muraille de Medina del Campo (Medina del Campo)
- Muraille de Olmedo (Olmedo)
- Muraille de Peñafiel (Peñafiel)
- Muraille de Portillo (Portillo)
- Muraille de Tordesillas (Tordesillas)
- Muraille de Torrelobatón (Torrelobatón)
- Muraille de Tudela de Duero (Tudela de Duero)
- Muraille de Urueña (Urueña)
- Muraille de Valbuena de Duero (Valbuena de Duero)
- Muraille de Valladolid (Valladolid)
- Muraille de Villabrágima (Villabrágima)
- Muraille de Villalba de los Alcores (Villalba de los Alcores)

### Monastères
Les monastères constituent un autre patrimoine culturel très important de la province. Certains d'entre eux sont en parfait état, d'autres ne sont plus que des ruines préservées. Parmi les plus importants, on a les suivants :

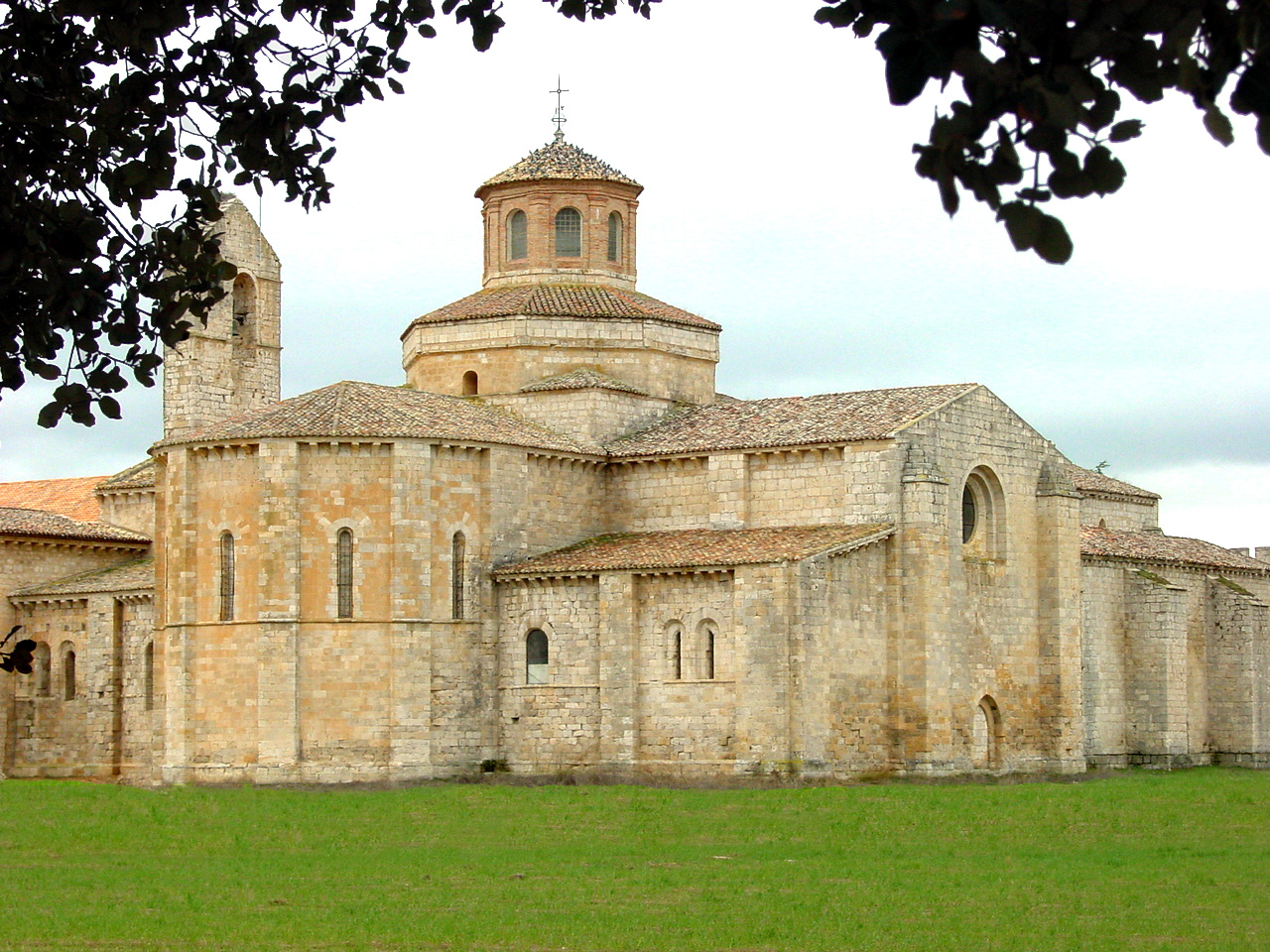
Abbaye de Valbuena.
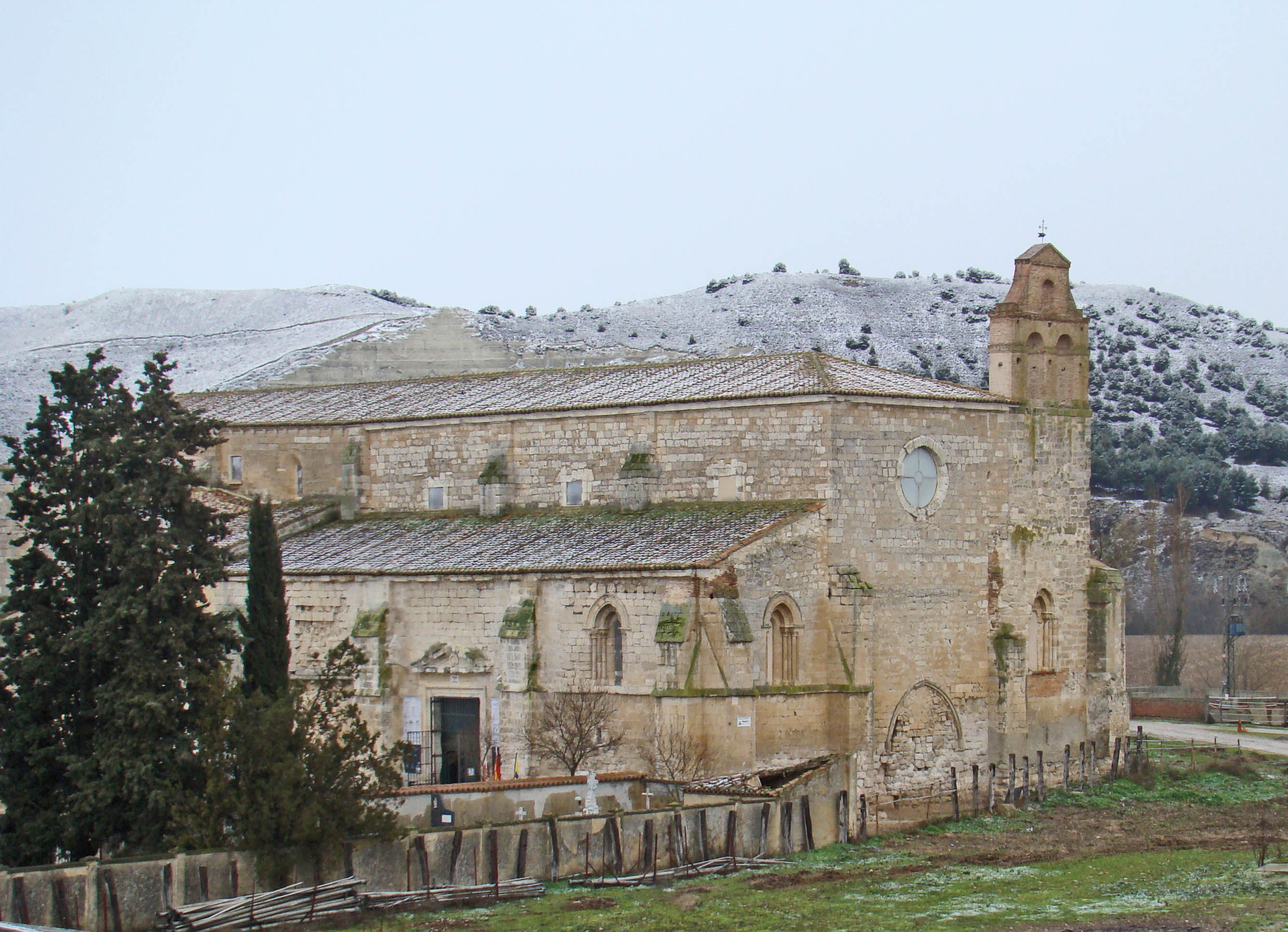
Monastère de Santa María de Palazuelos.
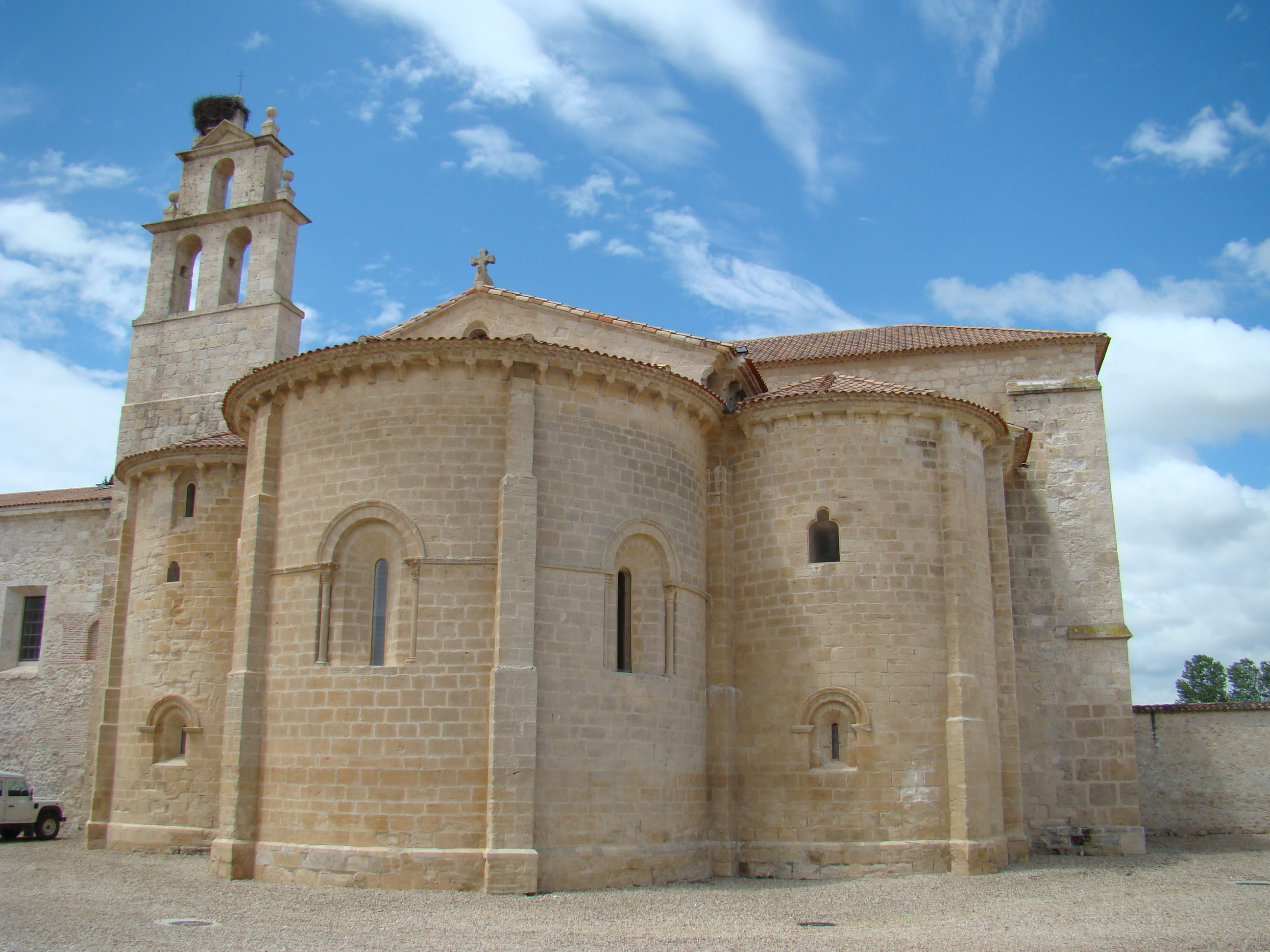
Monastère de Santa María de Retuerta.
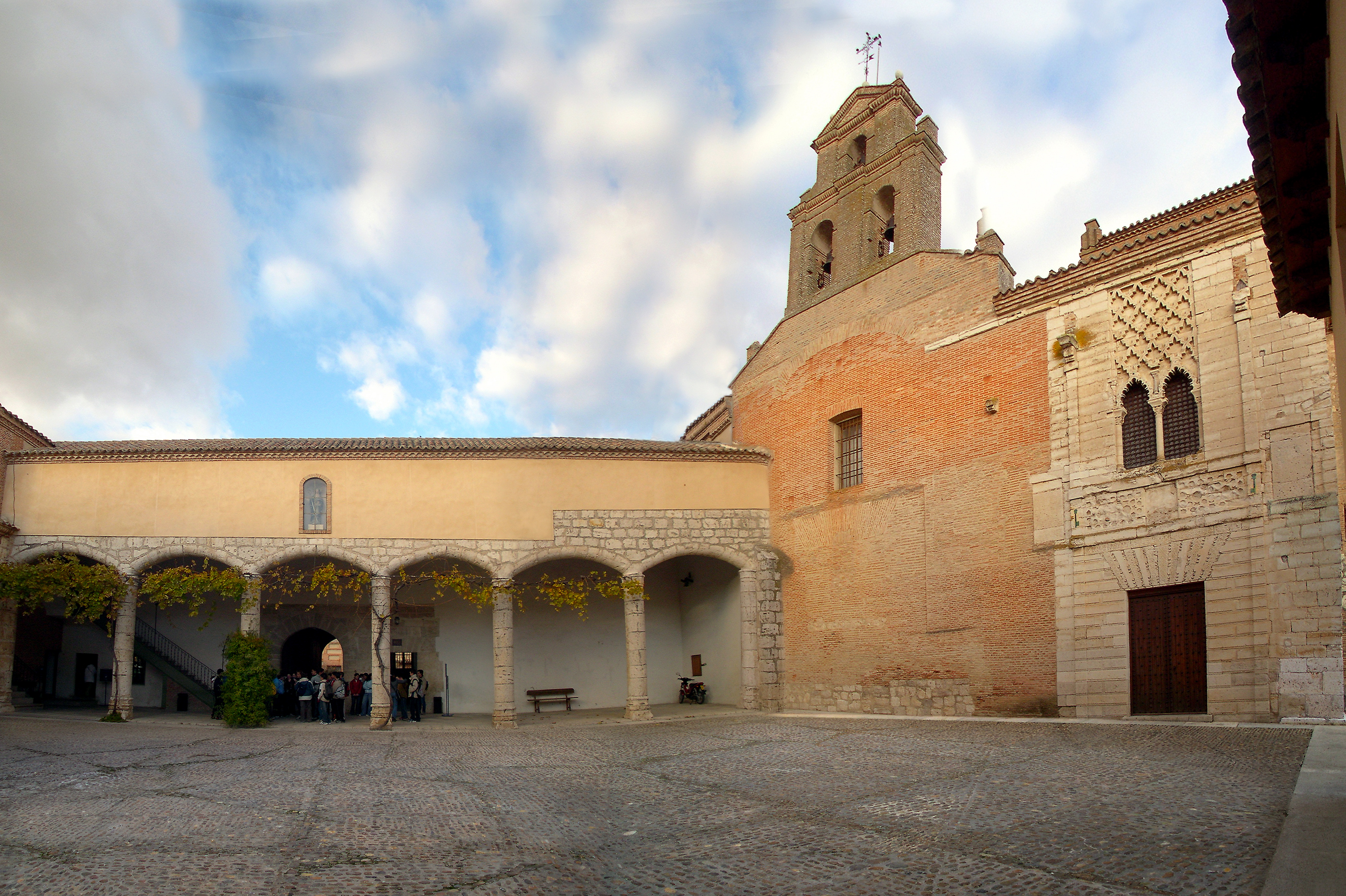
Monastère de Santa Clara.
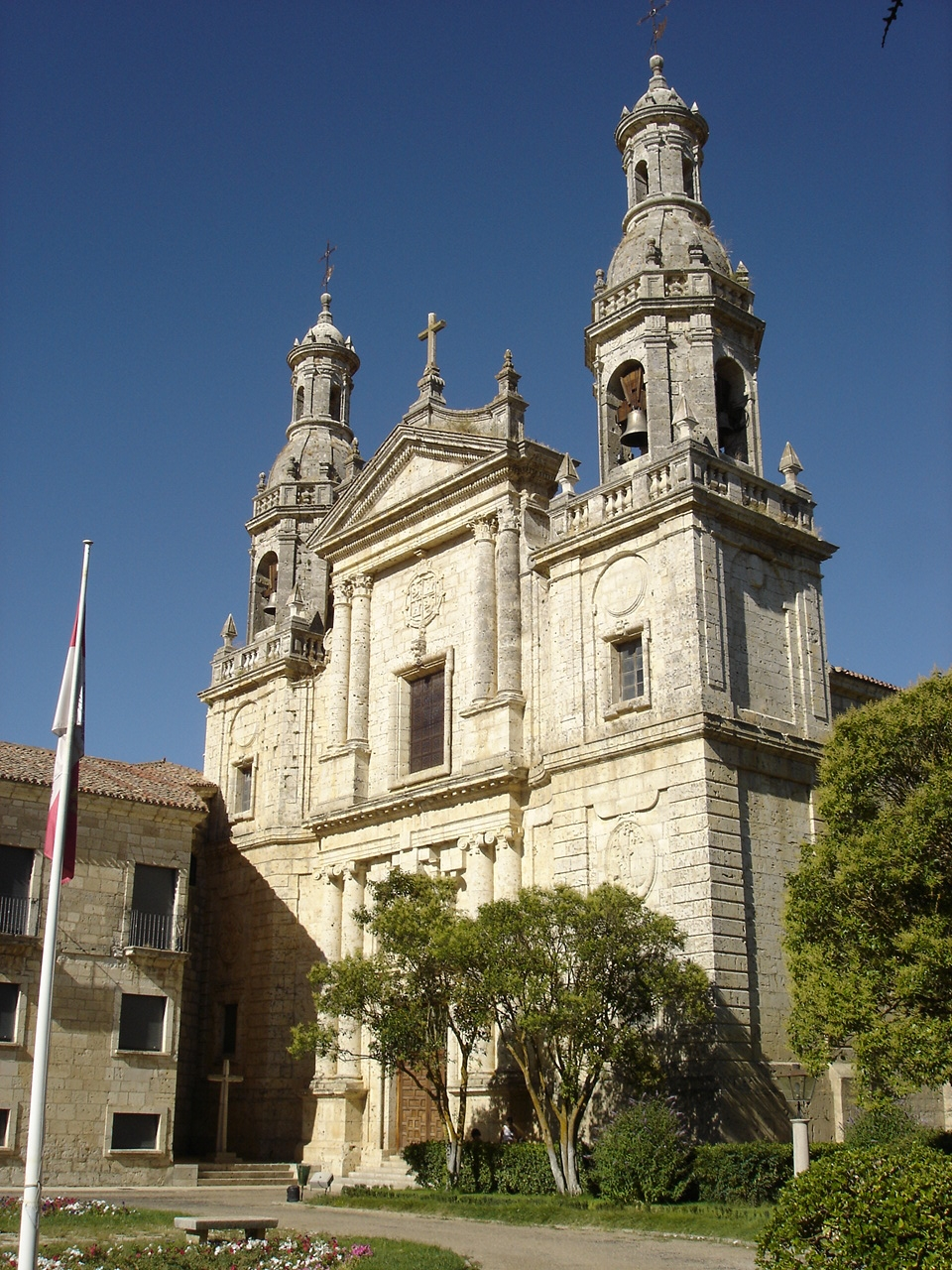
Monastère de Santa María de La Santa Espina.
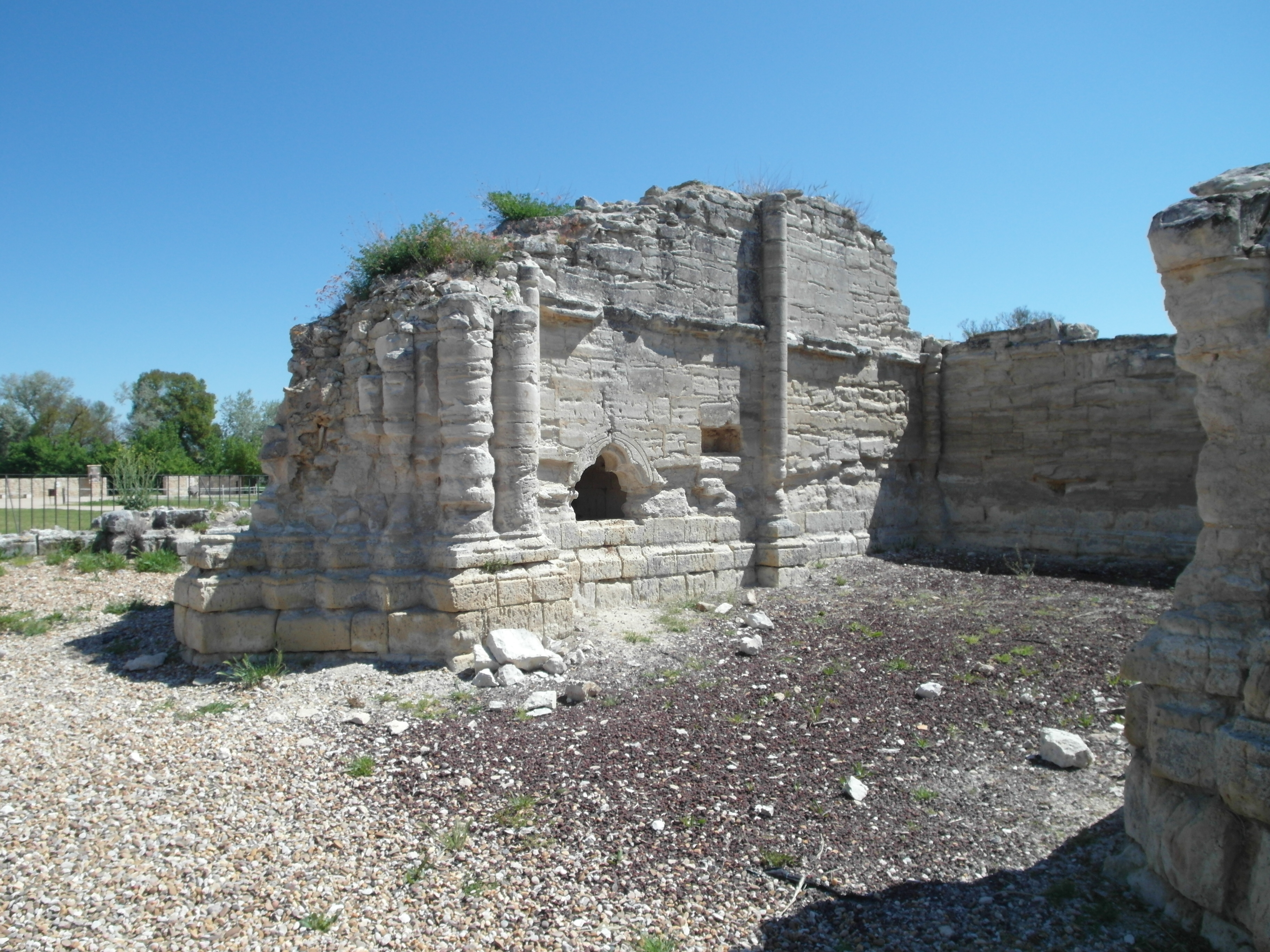
Monastère de Santa María de Matallana.

## Gastronomie

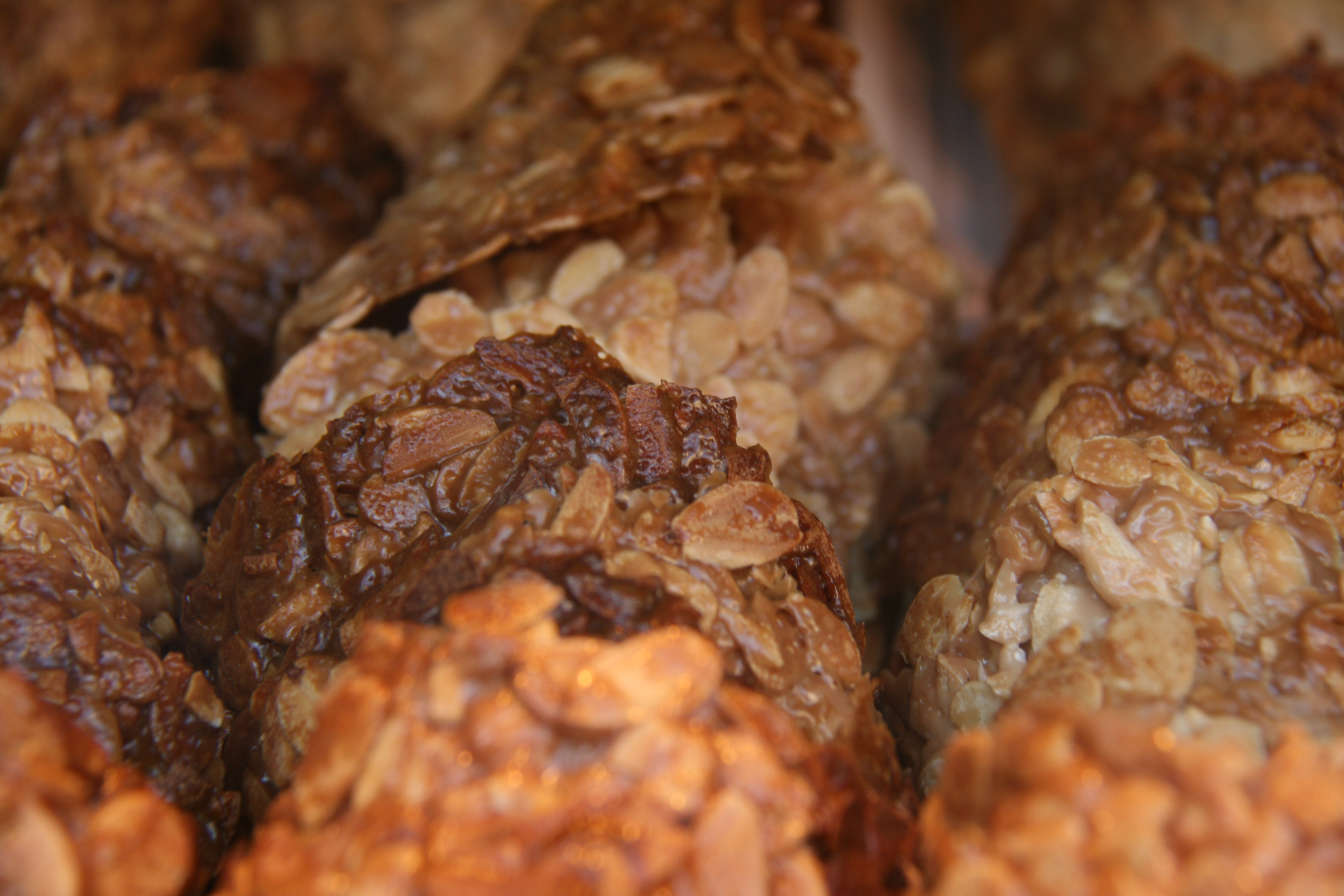
Tejas aux amandes.

La gastronomie de la province de Valladolid est typiquement castillane, bien que chaque région présente un tableau différent. Dans le nord de la province, en particulier dans la région de Tierra de Campos (« terre des champs »), on élabore des fromages à base de lait de brebis, en particulier le fromage de Villalón de Campos, un fromage frais également connu sous le nom pata de mulo (es) (« patte de mule »). Il y a également la sopa de ajo qui est un ragoût à l'ail cuit à feu doux, les lentilles à l'étuvée préparées à partir de la variété pardina, propre à Tierra de Campos, et le pigeon ou le pigeonneau cuisiné suivant différentes techniques. Parmi les pâtisseries typiques, il y a notamment les brioches de la Vierge des sources (los bollos de la Virgen de las Fuentes), typiques de Villalón de Campos, les rosquillas de palo, les orejuelas, les tortas de aceite et les chicharrones. À Medina de Rioseco, vous pouvez déguster les traditionnels almendras garrapiñadas (amandes confites) ou des marinas, de la pâte feuilletée à la crème et recouverte de sucre.

### Vin

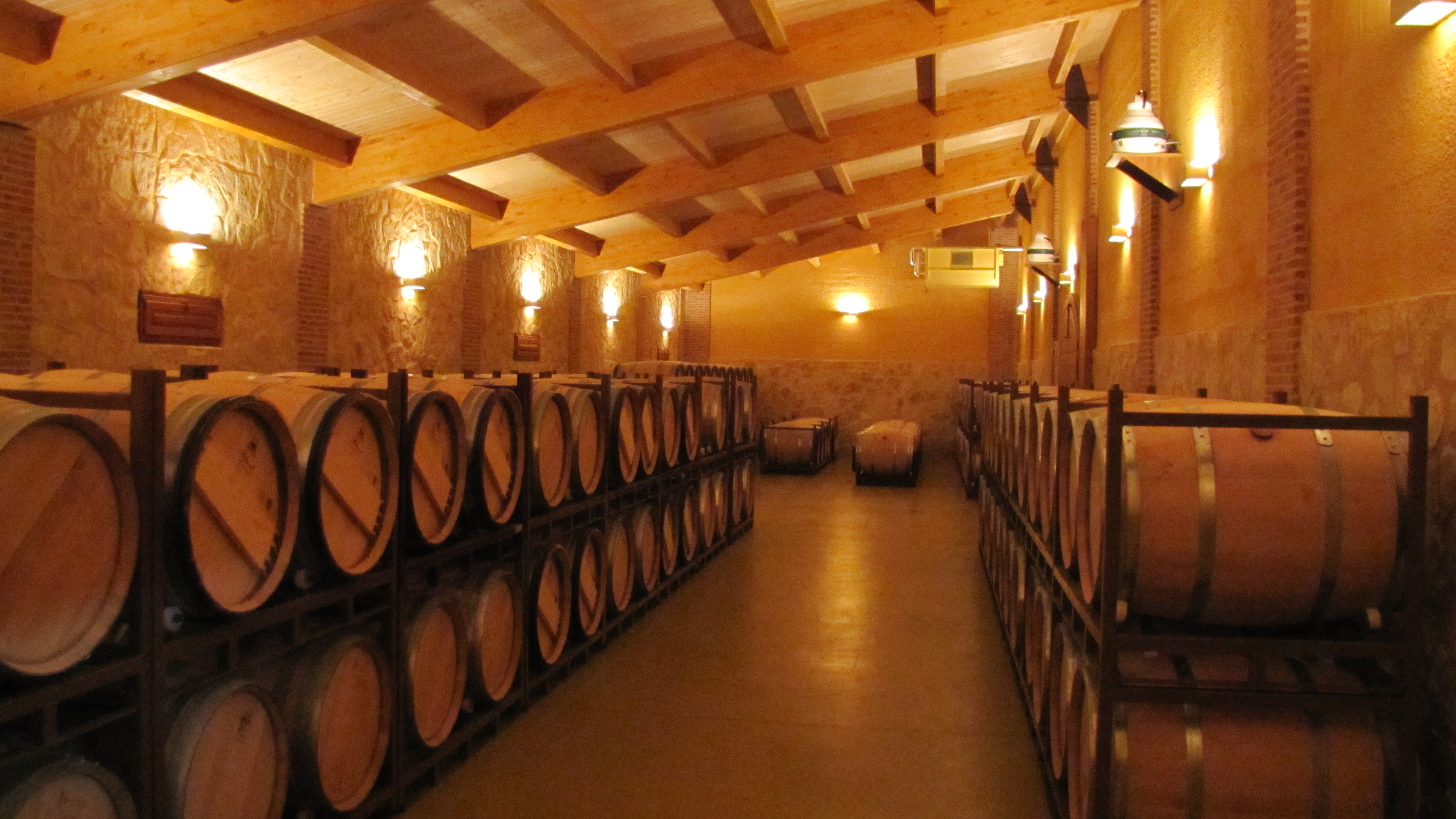
Tonneaux dans une vinerie de Ribera del Duero (appellation d'origine contrôlée).

La province compte cinq vins avec une dénomination d'origine. Un exemple de la renommée de ces vins est la cave Vega Sicilia.
Les vins de dénomination d'origine Rueda étaient considérés comme étant les vins de la cour à l'époque des Rois Catholiques. Pour leur élaboration, on utilise le cépage verdejo, et dans une moindre mesure, le sauvignon blanc. Sous cette appellation, il existe des blancs, des mousseux, des rouges, des rosés et des vins de liqueur.
Quant aux vins de Ribera del Duero, ils sont élaborés avec le cépage Tinta del país et il est possible de goûter à des vins rouges jeunes, de réserve et de la vieille vigne. Les vins de Toro (es) sont principalement blancs, rosés et rouges, les vins de Tierra de León (es) sont blancs, rosés et rouges et enfin, il y a le rosé de dénomination d'origine Cigales.

Cigales (DO).
Ribera del Duero (DO).
Rueda (DO).
Toro (DO).
Tierra de León (DO).

### Viande

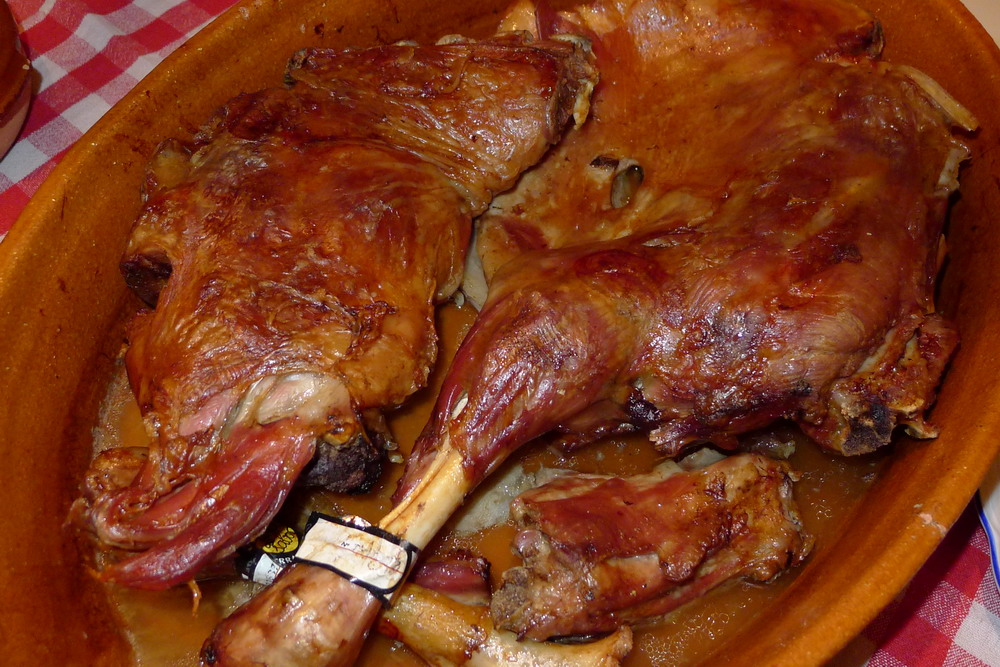
Lechazo rôti, un plat typique de la province parmi d'autres, notamment le cochon de lait rôti.

La province est également célèbre en raison de ses viandes, principalement le lechazo (veau ou d'agneau), le cochon de lait, les steaks, les côtes de veau, les côtelettes de porc, le boudin noir ou les embutidos. Il y a de nombreux restaurants qui se spécialisent dans les lechazos et qui utilisent des hornos de leña, des fours ou des poêles à bois dans lesquels est rôtie la viande d'agneau. Les restaurants typiques où les viandes sont cuites de façon traditionnelles sont appelés mesón castellano (« taverne castillane »).

### Pain

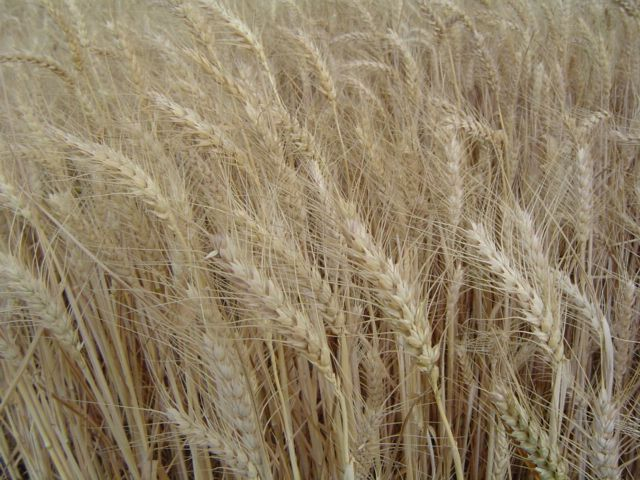
Variété de blé dur (Triticum aestivum). En raison du climat, les plantes prédominantes sont celles de l'aridoculture (orge, blé, avoine, seigle...).

Le pain fabriqué dans la province de Valladolid est une grande tradition qui remonte au IXe siècle (voir également : Histoire du pain). En effet, pendant la retraite du saint empereur romain Charles Quint au monastère de Yuste, on faisait venir le pain de Valladolid, et au XVIe siècle, les maîtres-boulangers de Valladolid étaient soutenus financièrement par la Couronne.
Le pain typiquement castillan reçoit le nom de pain blanc sobao o bregado, parce que, depuis des temps reculés en Castille, la variété de blé la plus utilisée est le blé dur. Il s'agit d'un pain avec une croûte fine, légèrement dorée, et une mie très blanche, compacte avec une texture fine et une saveur caractéristique. Ce type de pain est adapté pour accompagner les viandes rouges, les ragoûts ou les légumineuses servis avec les vins de la province. Il est traditionnellement fait à la main, son pétrissage est lent et sa fermentation prolongée, le tout se termine par une cuisson au four à bois.
Sous cette dénomination sont regroupées différentes variétés ; parmi elles, la plus importante est le pain lechuguino, caractérisée par sa forme typique et les soins apportés qui donnent son nom à ce type de pain : il était anciennement connu sous ce nom, en particulier dans les zones rurales, le terme lechuguino désignant les personnes vêtues avec trop de soins.
Parmi les autres variétés, on trouve le pain cuatro canteros, reconnaissable à sa forme ; la partie centrale est séparée des quatre bords. Il y a aussi le pan de cuadros, le pan de polea dont la forme rappelle celle d'une poulie, le barra blanca ou barra de picos et le fabiola, créé en 1961 par un boulanger de Valladolid en l'honneur de la Reine Fabiola de Belgique.
Le barra rústica et le barra de flama (qu'on appelle barra de riche à Valladolid) sont d'autres pains non traditionnels mais très consommé.

## Culture

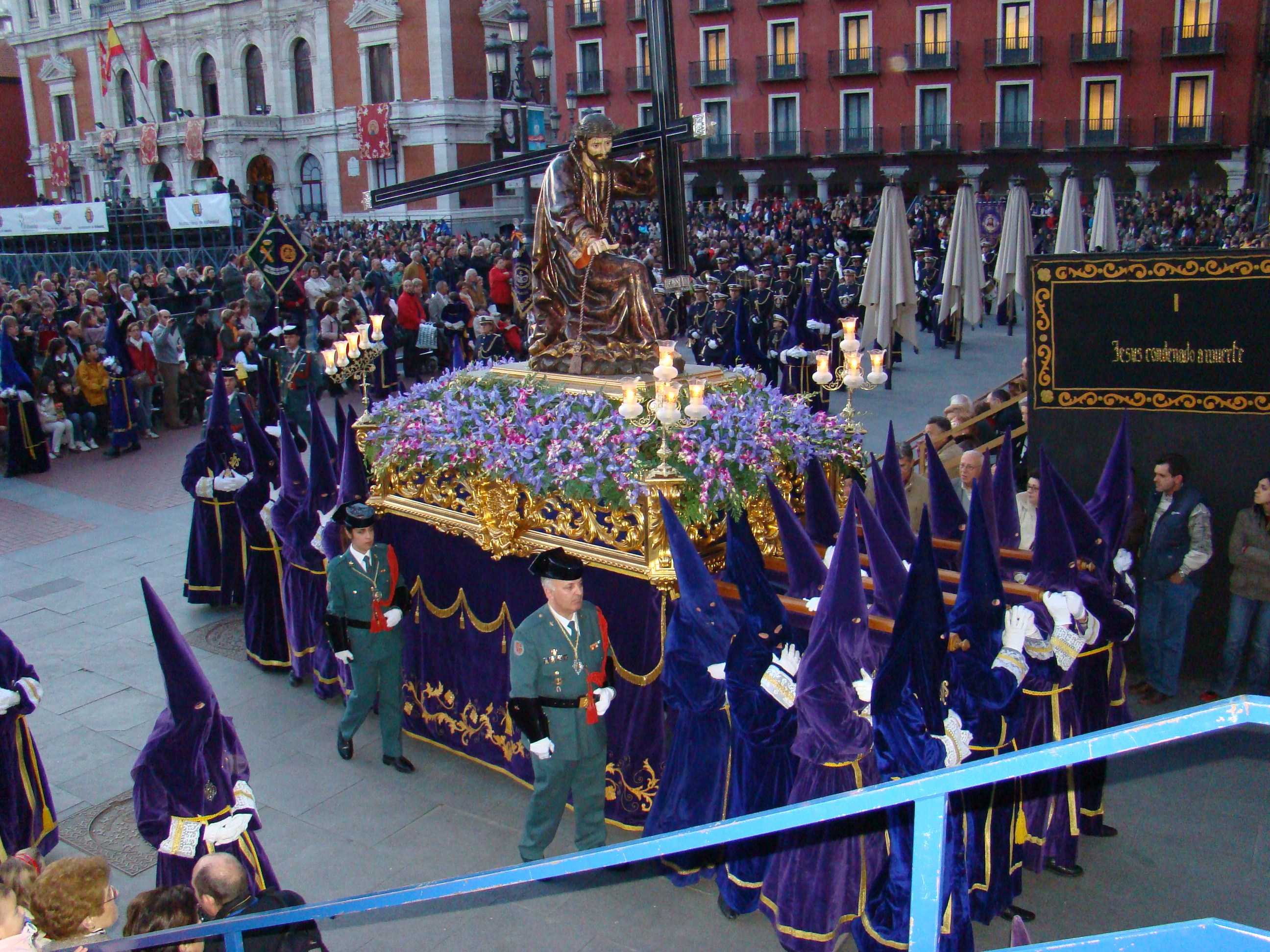
Une procession de la Semaine Sainte.

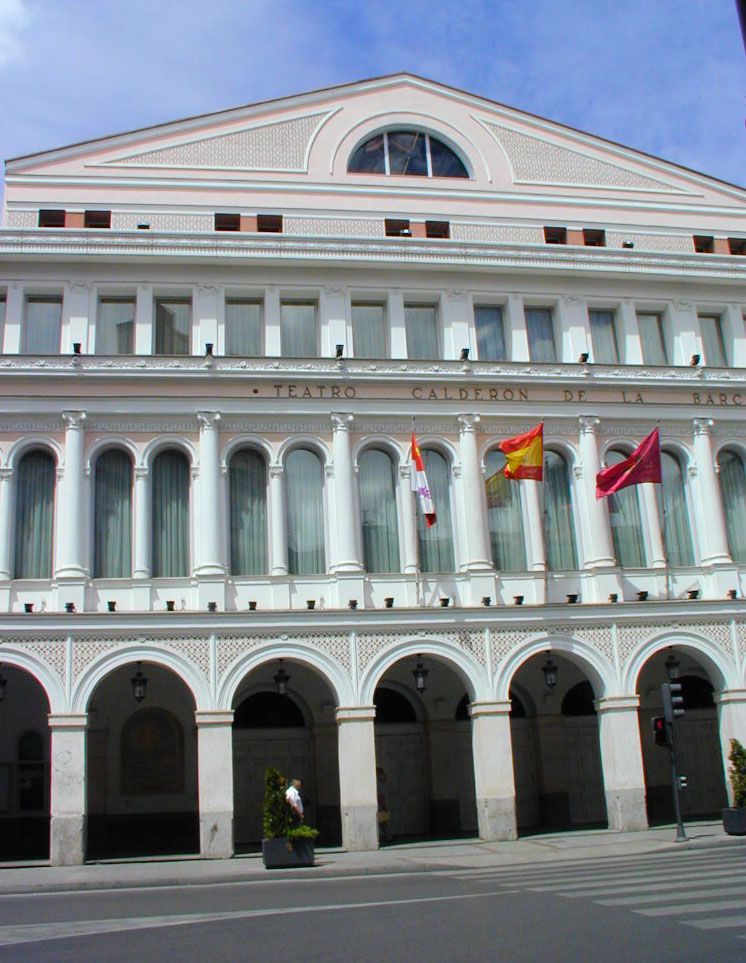
Le théâtre Calderón est le siège du Festival international du film de Valladolid.

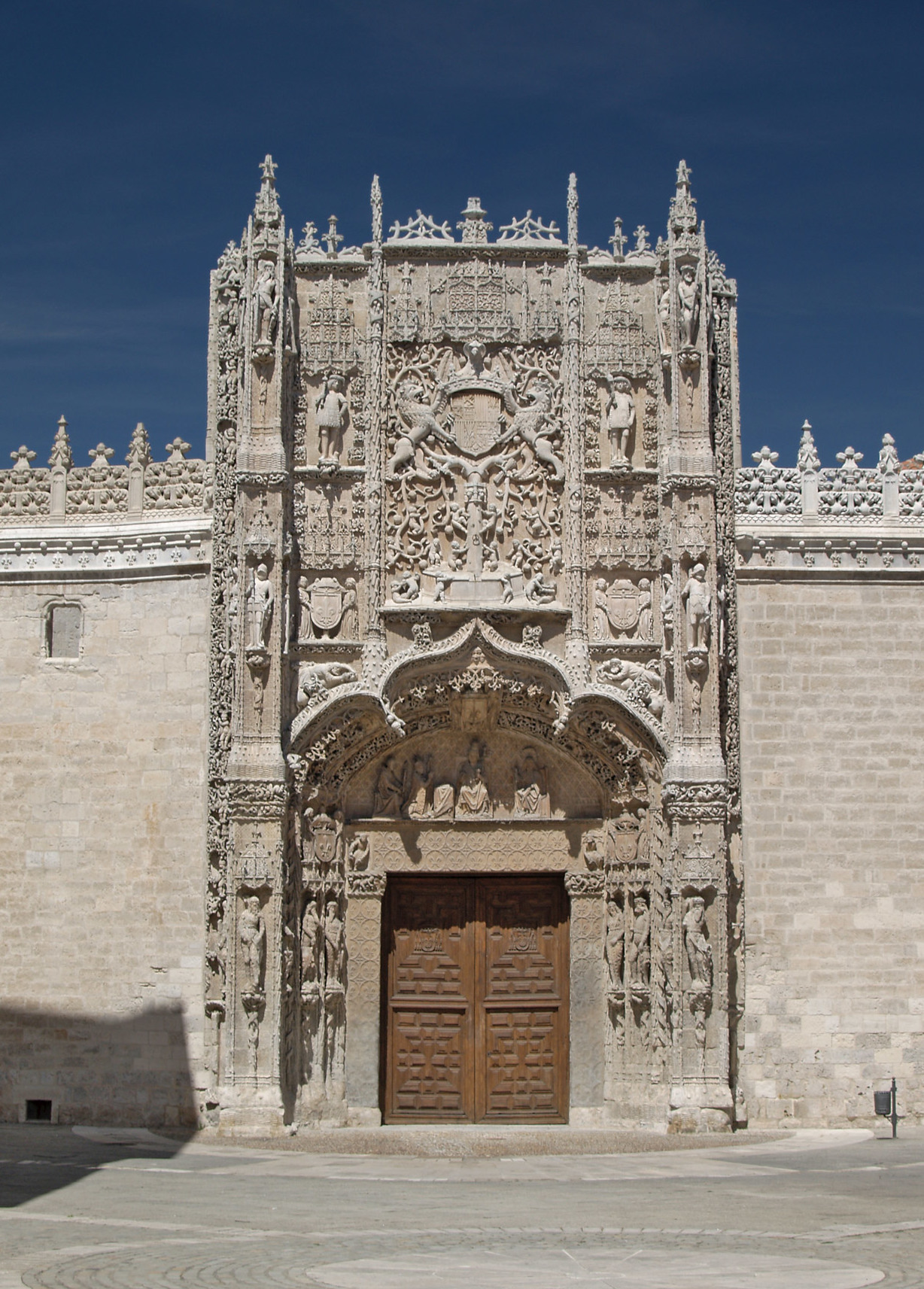
Musée national de la sculpture.

La semaine sainte (Semana Santa en espagnol) est l'une des traditions catholiques les plus connues dans la province. C'est la commémoration annuelle de la Passion du Christ célébrée par les confréries religieuses catholiques et les fraternités qui réalisent des processions de pénitence dans les rues de chaque ville et village pendant la dernière semaine du Carême, celle qui précède immédiatement Pâques.
Pâques est l'une des fêtes les plus spectaculaires et les plus émouvantes de Valladolid. La dévotion religieuse, l'art, les couleurs et la musique agissent de concert pour commémorer la mort de Jésus-Christ au cours de processions. Les membres des différentes confréries de Pâques, vêtues de leurs robes caractéristiques, formant des défilés à travers les rues, transportant des statues religieuses (pasos) au son des tambours et de la musique - scènes d'une beauté sobre.
Le Seminci (Festival international du film de Valladolid) est un festival de film tenu annuellement à Valladolid depuis 1956. Il est l'un des principaux (et des plus anciens) festival de films. Le festival a toujours été caractérisé par sa volonté de prendre des risques et à innover dans sa programmation. Il s'est également efforcé d'examiner d'un œil critique chaque nouvelle école ou mouvement émergent, qu'il s'agisse de cinéma allemand, polonais, chinois, canadien, etc. Avec un réel souci pour l'art du cinéma, les productions cinématographiques et les cinéastes plutôt que pour le côté commercial et glamour plus visible de l'industrie du cinéma[citation nécessaire], le festival a construit une identité propre - tout aussi attrayante pour les amateurs que les professionnels et les médias.
Le Musée national de la sculpture possède plus de 1 500 sculptures et 1 200 peintures du Moyen Âge jusqu'au début du XIXe siècle, ainsi qu'un certain nombre de peintures de haute qualité (Rubens, Zurbarán ou Melendez, entre autres). La collection de sculptures est la plus importante de la péninsule espagnole et l'une des plus importantes collections européennes dans ce domaine thématique.
Le musée expose de nombreuses sculptures nationales, et certaines d'Europe, ainsi que des peintures, allant du XIIIe au XIXe siècle de la péninsule ibérique et des anciennes régions liées à l'Espagne (Amérique latine, Flandres et Italie). Certains peintres sont présents comme Bononi, Rubens, Zurbarán, Ribalta ou Melendez, mais la collection est centrée sur les sculptures datant du XVe au XVIIe siècle.

### Langues
L’espagnol est la seule langue officielle sur l’ensemble du territoire. Valladolid se distingue par avoir été la résidence de l’auteur de Don Quichotte, Miguel de Cervantes, ainsi que des auteurs tels que José Zorrilla ou Miguel Delibes et la poussée de son Université. La province se distingue par l’accueil d’un nombre important de personnes qui veulent apprendre la langue espagnole (tourisme linguistique).

## Sport

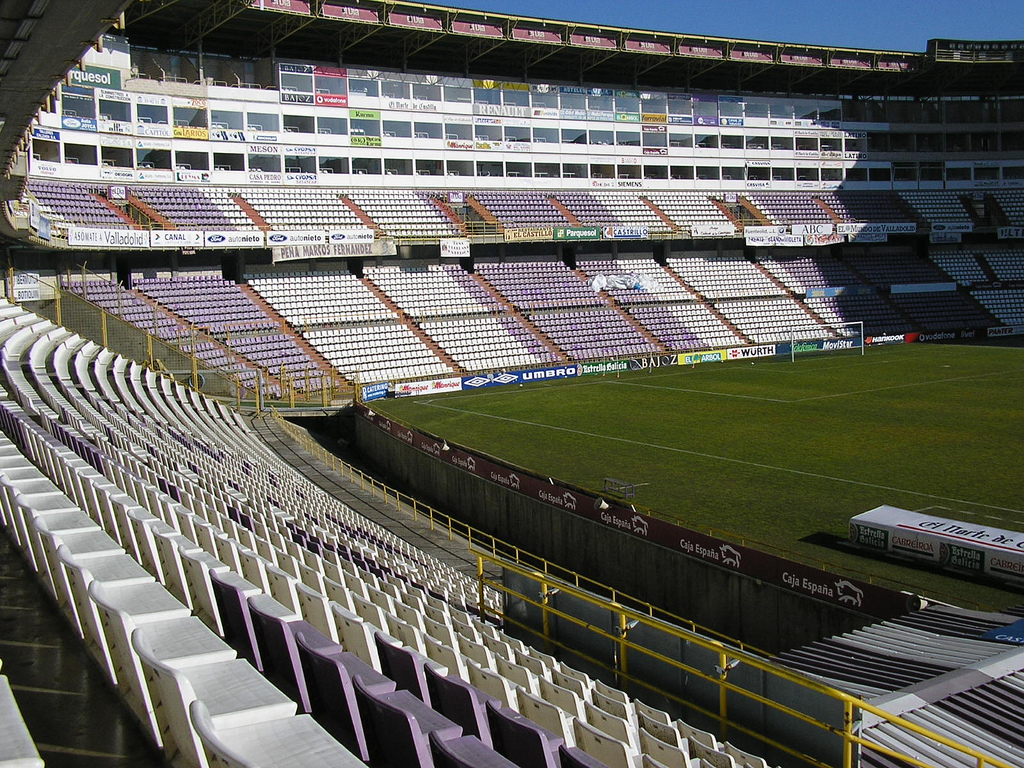
Le Real Valladolid joue à domicile dans le Stade José Zorrilla.

La province de Valladolid a des équipes professionnelles dans cinq sports : le football, le baseball, le basket-ball, le rugby et le handball. En football, le Real Valladolid est une équipe historique de La Liga. Parmi les joueurs de football local historique, on trouve : Eusebio Sacristán, Rubén Baraja et Sergio Escudero. En basket-ball, le Ciudad de Valladolid (Ville de Valladolid) a remplacé l'ancien CB Valladolid (club qui avait un contrat avec des joueurs étrangers comme Arvydas Sabonis, Schmidt, John Williams, Ed O'Bannon et Panagiotis Vasilopoulos). En baseball, le BM Atlético Valladolid a remplacé le BM Valladolid (qui a remporté deux Coupes du Roi, une Coupe ASOBAL et une Coupe d'Europe des vainqueurs de coupe de handball masculin). Il y a aussi un club de handball féminin, le BM Aula Cultural. Valladolid s'est particulièrement distinguée en rugby à XV, avec deux des plus grandes équipes du championnat d'Espagne de rugby à XV : El Salvador Rugby et Valladolid RAC, qui, à eux deux, ont remporté 11 championnats de ligue nationale, huit coupes d'Espagne de rugby à XV et sept supercoupes d'Espagne de rugby à XV.

## Transport

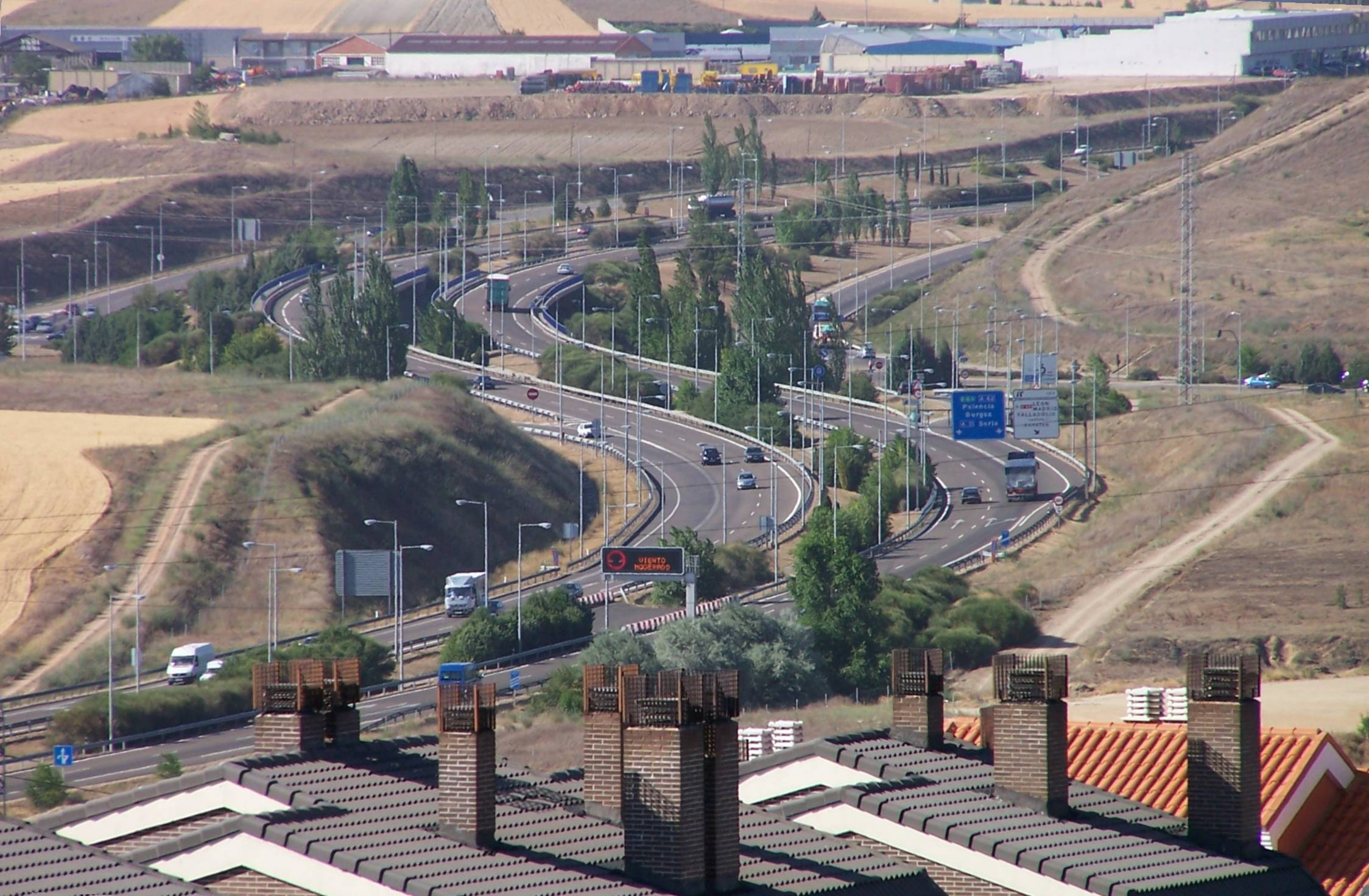
Autoroute de Castille.

La province de Valladolid est la seule province péninsulaire qui n'ait pas vraiment de montagnes, raison pour laquelle elle revêt une grande importance stratégique, étant un important nœud de communications. D'un point de vue national, elle constitue un passage qui relie Madrid à tout le nord de l'Espagne, depuis Vigo (Galice) jusqu'à San Sebastian (Pays basque). D'un point de vue international, c'est par ici que passe la route la plus courte reliant le Portugal avec la France, depuis le nord du Portugal (Porto) jusqu'au sud de la France (Hendaye).

### Routes
| Nom   | Parcours                                      | Villes importantes traversées                                                                       |
| ----- | --------------------------------------------- | --------------------------------------------------------------------------------------------------- |
| A-6   | Madrid - La Corogne                           | Medina del Campo, Rueda, Tordesillas, Urueña                                                        |
| A-62  | Burgos - Portugal                             | Cabezón de Pisuerga, Cigales, Valladolid, Simancas, Tordesillas, Alaejos                            |
| A-11  | Soria - Zamora                                | Peñafiel, Quintanilla de Onésimo, Tudela de Duero, Valladolid, Tordesillas                          |
| A-60  | Valladolid - León                             | Valladolid, Medina de Rioseco, Mayorga                                                              |
| A-601 | Valladolid - Segovia                          | Valladolid, Boecillo, Portillo, Aldeamayor de San Martín                                            |
| VA-11 | Valladolid - Tudela de Duero                  | Valladolid, Tudela de Duero                                                                         |
| VA-12 | Valladolid - Boecillo                         | Valladolid, Laguna de Duero, Boecillo                                                               |
| VA-20 | Valladolid - Arroyo de la Encomienda          | Valladolid, Arroyo de la Encomienda                                                                 |
| VA-30 | Cabezón de Pisuerga - Arroyo de la Encomienda | Cabezón de Pisuerga, Santovenia de Pisuerga, Renedo de Esgueva, Valladolid, Arroyo de la Encomienda |

| Nom   | Parcours             | Villes importantes traversées                                                                     |
| ----- | -------------------- | ------------------------------------------------------------------------------------------------- |
| N-VI  | Madrid - La Corogne  | Medina del Campo, Rueda, Tordesillas, Mota del Marqués, Villardefrades                            |
| N-122 | Saragosse - Portugal | Peñafiel, Quintanilla de Arriba, Quintanilla de Onésimo, Tudela de Duero, Valladolid, Tordesillas |
| N-601 | Madrid - León        | Olmedo, Mojados, Laguna de Duero, Valladolid, Medina de Rioseco, Mayorga                          |
| N-620 | Burgos - Portugal    | Valladolid, Tordesillas, Alaejos                                                                  |

| Nom  | Parcours             | Villes importantes traversées    |
| ---- | -------------------- | -------------------------------- |
| E-80 | Lisbonne - Gürbulak  | Valladolid, Tordesillas, Alaejos |
| E-82 | Tordesillas - Oporto | Tordesillas                      |

### Train

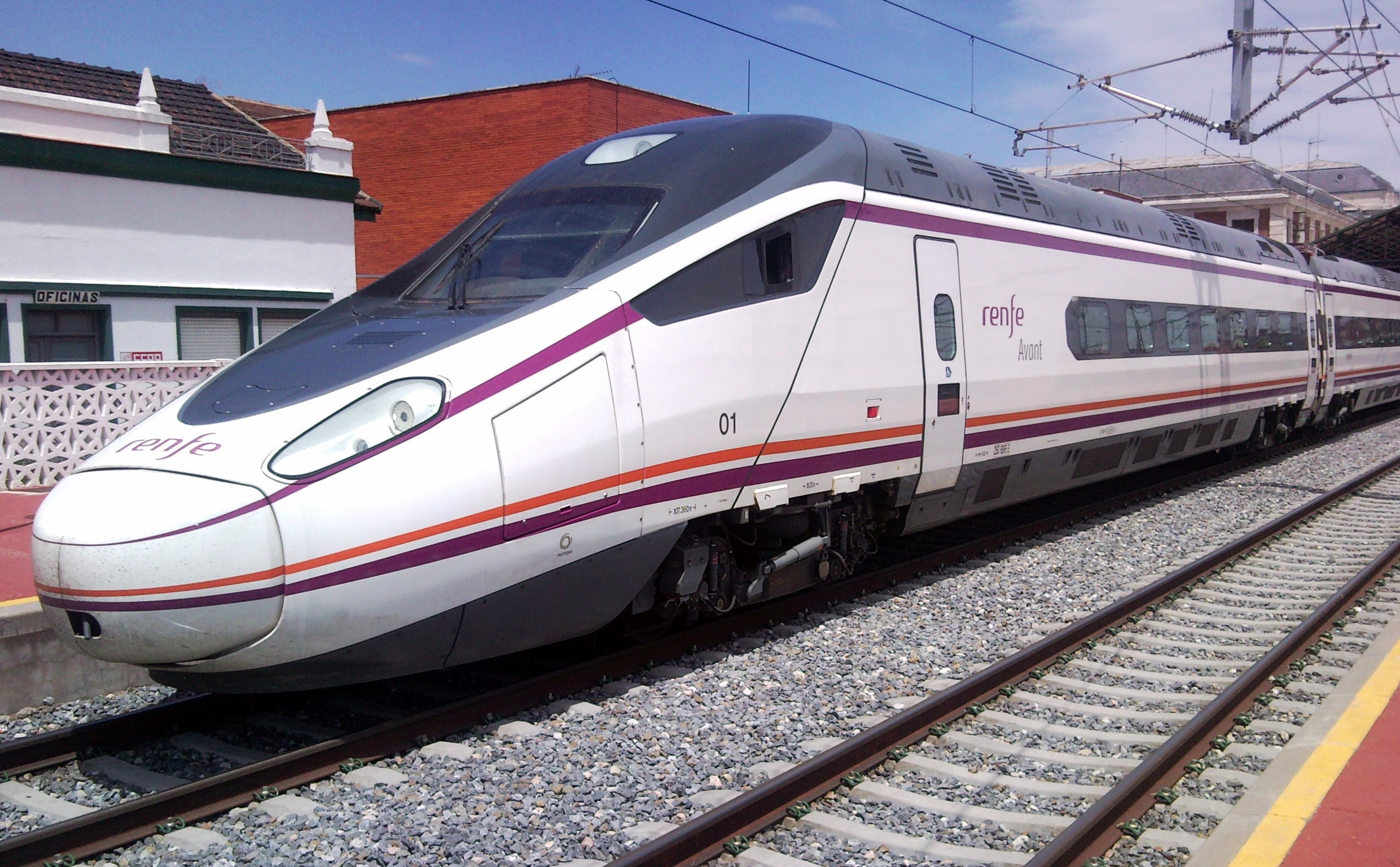
Le train de la Renfe (AVE) Classe 114 à la station Valladolid-Campo Grande.

La ligne à grande vitesse (AVE) LGV Madrid - Valladolid s'arrête à Valladolid. Cette ligne a été inaugurée le 22 décembre 2007. Il est prévu que dans l'avenir, d'autres localités comme Olmedo et Medina del Campo soient desservies par d'autres lignes à grande vitesse, qui en sont actuellement à différents stades de projet, comme la ligne de grande vitesse Olmedo-Zamora-Galicia ou Valladolid-Palencia-León.
La compagnie de chemin de fer publique Renfe gère des trains longue-distance et à grande vitesse (AVE, Avant et Talgo).

### Avions

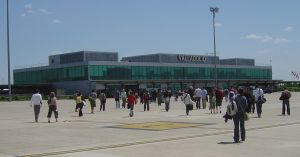
Terminal de l'aéroport de Valladolid.

La province dispose d'un aéroport, l'aéroport de Valladolid, situé à Villanubla, et par lequel ont transité 223 587 passagers, ont eu lieu 4 388 déplacements d'appareils et ont circulé 21,7 tonnes de marchandises en 2014. Il est devenu l'un des principaux centres de transit des passagers de Castille-et-León. Il dessert des destinations telles que Alicante, Barcelone, Palma de Majorque, Ibiza, Minorque, Grande Canarie, Tenerife Sud, Lanzarote, Valence, Malaga.
Il y a aussi plusieurs petits aérodromes privés.